# Domitien
Pour les articles homonymes, voir Domitien II, Domitien (homonymie) et Saint Domitien.
Domitien (Titus Flavius Domitianus) né le 24 octobre 51 et mort le 18 septembre 96 à Rome, est empereur romain de 81 jusqu'à sa mort. Il est le troisième et dernier représentant de la dynastie flavienne.
La jeunesse de Domitien se déroule dans l'ombre de son frère Titus qui termine la première guerre judéo-romaine puis exerce d'importantes fonctions sous le règne de leur père Vespasien. En 79, Titus succède à Vespasien mais meurt le 14 septembre 81. Domitien est alors acclamé empereur par la Garde prétorienne.
En tant qu'empereur, Domitien renforce l'économie en réévaluant la monnaie romaine, réorganise les défenses frontalières et entame un ambitieux programme de construction dans Rome. Sa politique extérieure est marquée par les campagnes d'Agricola en Bretagne et les guerres contre les Germains et les Daces.
Le gouvernement de Domitien montre de nombreux signes de despotisme. Populaire auprès du peuple et de l'armée, il est considéré comme un tyran par les sénateurs auxquels il n'a laissé que des bribes de pouvoir.
Le règne de Domitien s'achève en 96 lorsqu'il est assassiné par des membres de la cour. Nerva lui succède le même jour. Après sa mort, il est frappé de damnatio memoriae par le Sénat et des historiens latins comme Tacite, Pline le Jeune ou Suétone le présentent comme un tyran cruel et paranoïaque. Les historiens modernes ont depuis réhabilité son règne dont les programmes politiques, économiques et culturels ont favorisé l'avènement d'une époque florissante pour l'Empire romain.

## Famille et jeunesse

### Ascendance

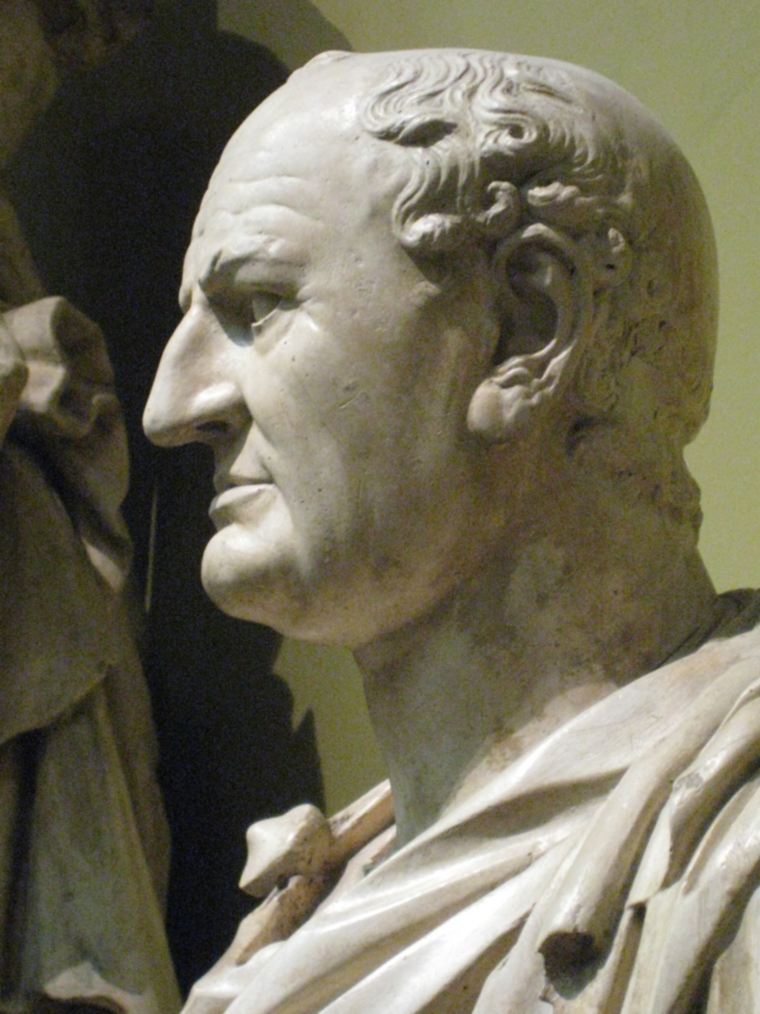
Buste de Vespasien, musée Pushkin.

Les années de guerre civile durant le Ier siècle av. J.-C. ont grandement contribué à la montée en puissance d'une nouvelle noblesse italienne qui remplace progressivement la vieille aristocratie romaine durant le Ier siècle. L'une des familles de cette noblesse, les Flaviens (gens Flavia), profite de ces circonstances pour entamer son ascension jusqu'aux plus hautes sphères du pouvoir, en seulement quatre générations, sous les règnes des empereurs de la dynastie julio-claudienne. L'arrière-grand-père de Domitien, Titus Flavius Petro, a servi comme centurion sous les ordres de Pompée durant la guerre civile contre Jules César. Sa carrière militaire s'achève pourtant honteusement quand il fuit le champ de bataille à Pharsale en 48 av. J.-C..
Néanmoins, Petro parvient à assurer son avenir en épousant la très riche Tertulla, dont la fortune permet un début de carrière rapide à leur fils Titus Flavius Sabinus, le grand-père de Domitien. Ce dernier agrandit encore la fortune de la famille et atteint probablement le rang équestre en devenant collecteur des taxes de la province d'Asie, puis banquier en Helvétie. En épousant Vespasia Polla, il s'allie à la prestigieuse famille patricienne des Vespasiens (gens Vespasia), garantissant ainsi l'accès au rang sénatorial à ses fils Titus Flavius Sabinus et Vespasien.
Après avoir occupé les fonctions de questeur, d'édile et de préteur, la carrière politique de Vespasien culmine avec le consulat suffect en 51, l'année de la naissance de son fils Domitien. En tant que commandant militaire, Vespasien acquiert vite une renommée en participant à l'invasion de la Bretagne en 43. Des sources antiques avancent que les Flaviens ont vécu dans la pauvreté durant l'enfance de Domitien, affirmant même que Vespasien est tombé en disgrâce auprès des empereurs Caligula et Néron. Les historiens modernes ont écarté ces allégations, replaçant ces histoires dans leur contexte : une propagande mise en place par les Flaviens eux-mêmes, dans le but d'insister sur leur mérite pour les succès obtenus et de saper la réputation des deux empereurs.
Tout laisse penser au contraire que les Flaviens ont bénéficié des faveurs impériales entre les années 40 et 60. Tandis que Titus est éduqué en compagnie de Britannicus, Vespasien poursuit sa carrière politique et militaire. Après s'être retiré de la vie active au cours des années 50, il revient sur le devant de la scène sous Néron, servant comme proconsul de la province d'Afrique en 63 et accompagnant l'empereur durant sa visite officielle en Grèce en 66.
La même année, les Juifs de la province de Judée se soulèvent contre l'Empire romain, durant ce qui est aujourd'hui connu sous le nom de première guerre judéo-romaine. L'armée romaine envoyée pour réprimer les troubles est commandée par Vespasien. Celui-ci place son fils Titus — qui entre-temps a achevé sa formation militaire — à la tête d'une légion, aux côtés de Sextus Vettulenus Cerialis et Marcus Ulpius Traianus.

### Jeunesse et caractère

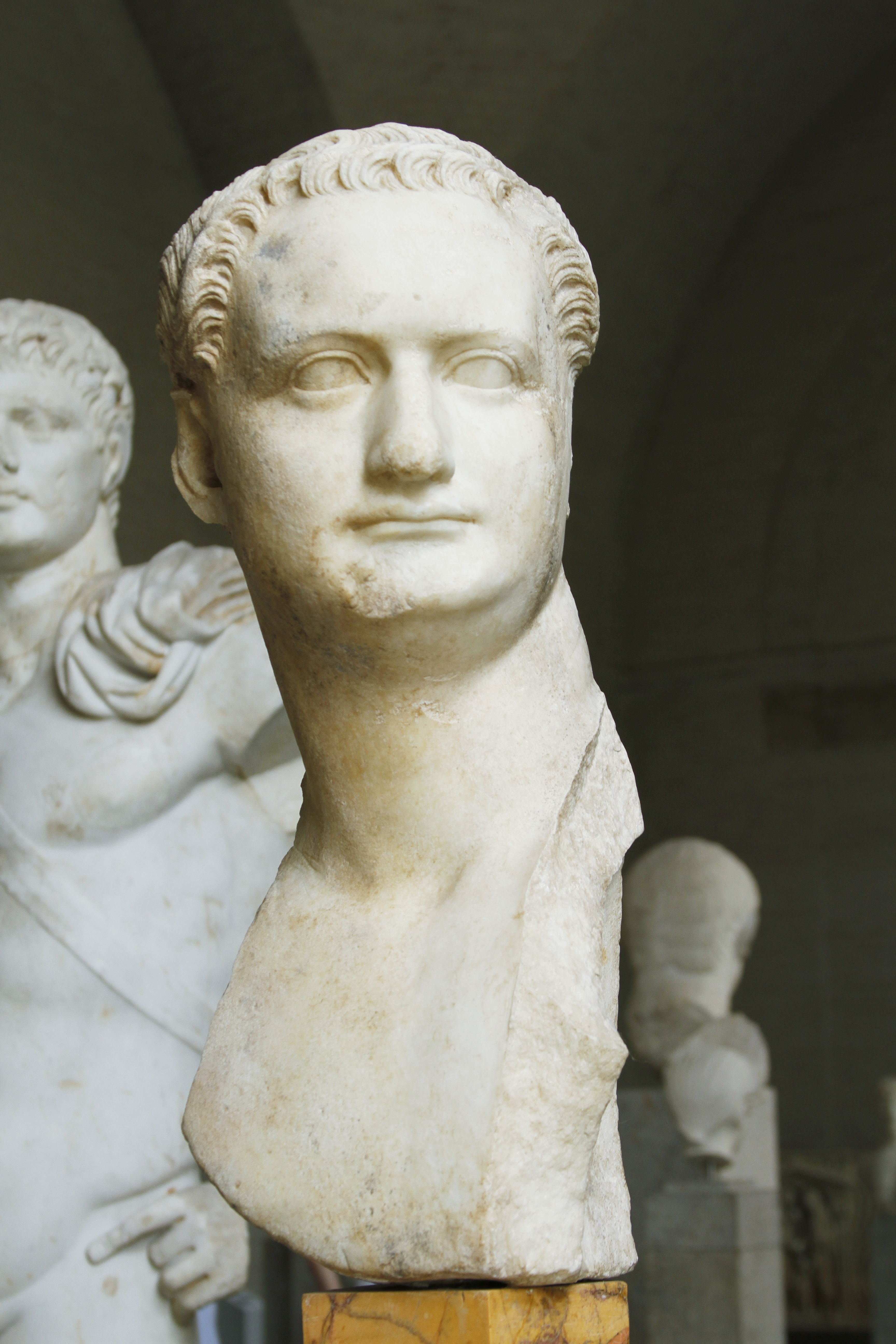
Buste de Domitien, musées du Capitole.

Domitien est né à Rome le 24 octobre 51 (an 804 AUC). Il est le plus jeune fils de Vespasien et de Domitilla l'Aînée. Il a une sœur aînée, Domitilla la Jeune, et un frère, Titus. Mais Domitien passe une grande partie de son adolescence éloigné de ses proches, d'une part à la suite du décès de sa mère et de sa sœur, d'autre part au moment du départ de son père et de son frère lorsque ces derniers prennent le commandement de l'armée romaine dans les grandes opérations militaires de l'Empire, en Germanie et en Judée. Durant la première guerre judéo-romaine, il est probablement placé sous la protection de Titus Flavius Sabinus, alors préfet de la Ville, et de Marcus Cocceius Nerva, un ami loyal des Flaviens,.
Il reçoit l'éducation typique d'un jeune homme privilégié appartenant à la classe sénatoriale, étudiant la rhétorique et la littérature. Dans sa biographie de Domitien, Suétone témoigne de sa capacité à citer les grands auteurs et poètes comme Homère ou Virgile de manière appropriée, et le décrit comme un jeune homme cultivé à la conversation élégante. Ses premières publications sont des poèmes et des écrits concernant les lois et l'administration. Contrairement à son frère Titus, Domitien fait ses études hors de la cour. On ignore s'il reçoit une éducation militaire, mais Suétone précise qu'il manie l'arc avec dextérité,.
Alors que son père et son frère se trouvent en Judée, ce dernier n'a pas les moyens de lui laisser une rente suffisante. Suétone le décrit alors comme une personne véritablement indigente. Dans l'instabilité politique qui règne alors à Rome, Domitien offre parfois son corps à de riches aristocrates pour s'en faire des protecteurs.
Concernant la personnalité de Domitien, la description de Suétone alterne entre, d'une part, un empereur-tyran, physiquement et intellectuellement pauvre, et, d'autre part, une personnalité raffinée et un homme intelligent. Dresser un portrait réaliste de Domitien a toujours été un exercice périlleux, à cause du biais introduit par les fragments des textes antiques qui nous sont parvenus. Il semble qu'il lui a manqué le charisme naturel de son père et de son frère. Il est prompt à soupçonner les gens de son entourage, use d'un sens de l'humour étrange — qui tourne souvent à l'autodérision — et communique souvent de façon énigmatique,.
Ce côté ambigu de sa personnalité est exacerbé par l'éloignement des membres de sa famille. En grandissant, il affiche un goût prononcé pour la solitude qu'il tient probablement de sa jeunesse isolée : vers l'âge de 18 ans, tous ses proches sont morts à la guerre ou de maladie. Ayant vécu la plus grande partie de sa jeunesse durant le déclin du règne de Néron, ses années d'études sont grandement influencées par l'agitation politique des années 60, culminant avec la guerre civile de 69 qui voit sa famille accéder au pouvoir. Ce goût affiché pour la solitude se transforme peu à peu en misanthropie. Durant son règne, Domitien s'isole fréquemment dans son domaine des monts Albains où il se livre à la chasse et à des exercices de tir à l'arc.

### Condition physique
Suétone donne de Domitien la description suivante, présentant son physique à ses 18 ans et dans ses dernières années :

« Domitien a une haute taille, le visage couvert d'une rougeur modeste, les yeux grands, mais faibles. Du reste, son extérieur est beau et agréable, surtout dans sa jeunesse ; néanmoins il a les doigts des pieds trop courts. Plus tard il devient chauve, son ventre grossit, et ses jambes, par suite d'une longue maladie, maigrissent beaucoup. »

— Suétone (traduction de M. Cabaret-Dupaty, 1893), Vie de Domitien, XVIII, 1.
Le portrait laisse une impression de vigueur physique rappelant la beauté que Suétone signale chez Titus, ainsi que la calvitie de Vespasien. À ce sujet, Domitien se montre très susceptible et tente plus tard de dissimuler son crâne sous des perruques. Selon Suétone, il aurait même écrit un livre sur la calvitie pour un ami : Sur l'entretien de la chevelure. Il est surnommé par le poète satirique Juvénal le « Néron chauve » (et caluo seruiret Roma Neroni).

## L'arrivée des Flaviens au pouvoir

### L'année des quatre empereurs
Le 9 juin 68, sous la pression du Sénat et de l'armée, Néron finit par se suicider, mettant un terme à la dynastie des Julio-Claudiens. Une période de chaos s'ensuit qui conduit à une guerre civile brutale connue sous le nom d'« année des quatre empereurs » durant laquelle quatre généraux romains (Galba, Othon, Vitellius et Vespasien) se succèdent à la tête de l'Empire.

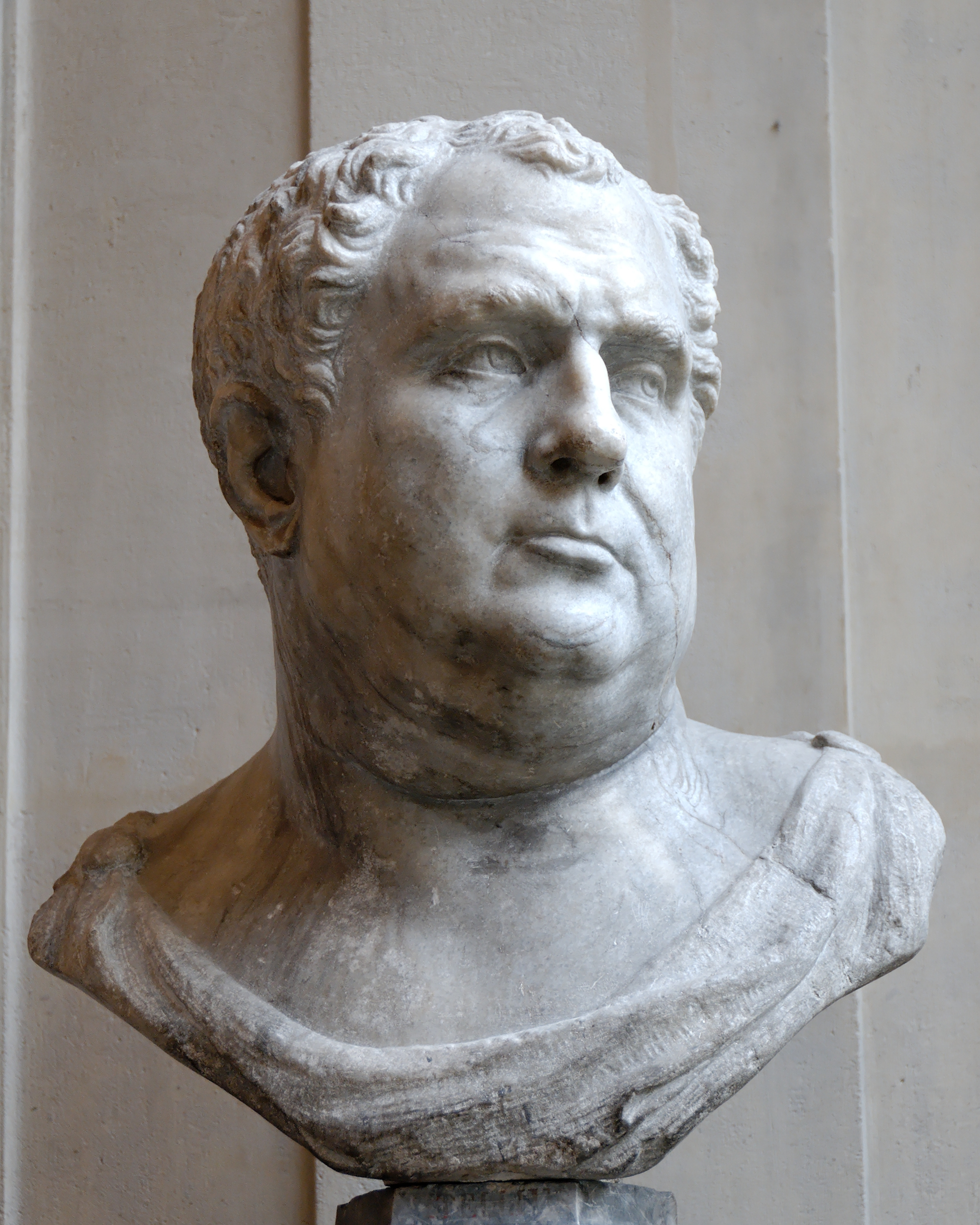
Buste présumé de Vitellius, musée du Louvre.

Lorsque la nouvelle de la défaite d'Othon face à Vitellius à Bedriacum parvient aux armées de Judée et d'Égypte, le 1er juillet 69, elles proclament Vespasien empereur. Celui-ci accepte le titre et s'allie à Caius Licinius Mucianus, le gouverneur de Syrie. Les légions de Judée et de Syrie, commandées par Mucien, marchent sur Rome. Pendant ce temps, Vespasien se rend à Alexandrie et laisse à son fils Titus le soin d'achever la campagne contre les rebelles juifs.
À Rome, Vitellius fait placer Domitien en résidence surveillée, le gardant près de lui comme otage potentiel. Le soutien de l'armée pour Vitellius s'affaiblit et les légions de tout l'Empire rejoignent progressivement la cause de Vespasien. Le 24 octobre 69, les troupes de Vitellius et de Vespasien s'affrontent lors de la deuxième bataille de Bedriacum durant laquelle les troupes de Vitellius sont écrasées.
Désespéré, ce dernier tente de négocier sa reddition. Vitellius accepte les termes imposés par Vespasien et son frère aîné Titus Flavius Sabinus, y compris son abdication volontaire, mais les soldats de la garde prétorienne jugent une telle abdication honteuse et empêchent Vitellius d'honorer ses engagements. Le matin du 18 décembre, l'empereur semble être prêt à déposer les insignes du pouvoir dans le temple de la Concorde mais retourne dans son palais avant d'avoir achevé la cérémonie. Dans la confusion qui s'ensuit, les sénateurs se rassemblent dans la maison de Sabinus et proclament empereur Vespasien. Ils sont très vite dispersés par les cohortes restées fidèles à Vitellius qui engagent le combat contre l'escorte de Sabinus. Ce dernier est contraint de se retirer sur la colline du Capitole.
Au cours de la nuit, il est rejoint par ses proches, dont Domitien. Les armées de Mucien approchent de Rome mais les partisans des Flaviens ne tiennent pas plus d'une journée. Le 19 décembre, les partisans de Vitellius mettent le feu au Capitole. Sabinus est capturé et exécuté. Domitien parvient à s'échapper en se déguisant en prêtre d'Isis et passe la nuit suivante à l'abri auprès d'un partisan de son père.
Vitellius est tué durant l'après-midi du 20 décembre et ses troupes sont défaites par les légions de Mucien. Ne craignant plus pour sa personne, Domitien vient à la rencontre des légions qui le saluent avec le titre de Caesar et l'escortent jusqu'à la maison de son père. C'est probablement le lendemain, 21 décembre, que le Sénat proclame officiellement Vespasien empereur.

### Conséquences de la guerre civile

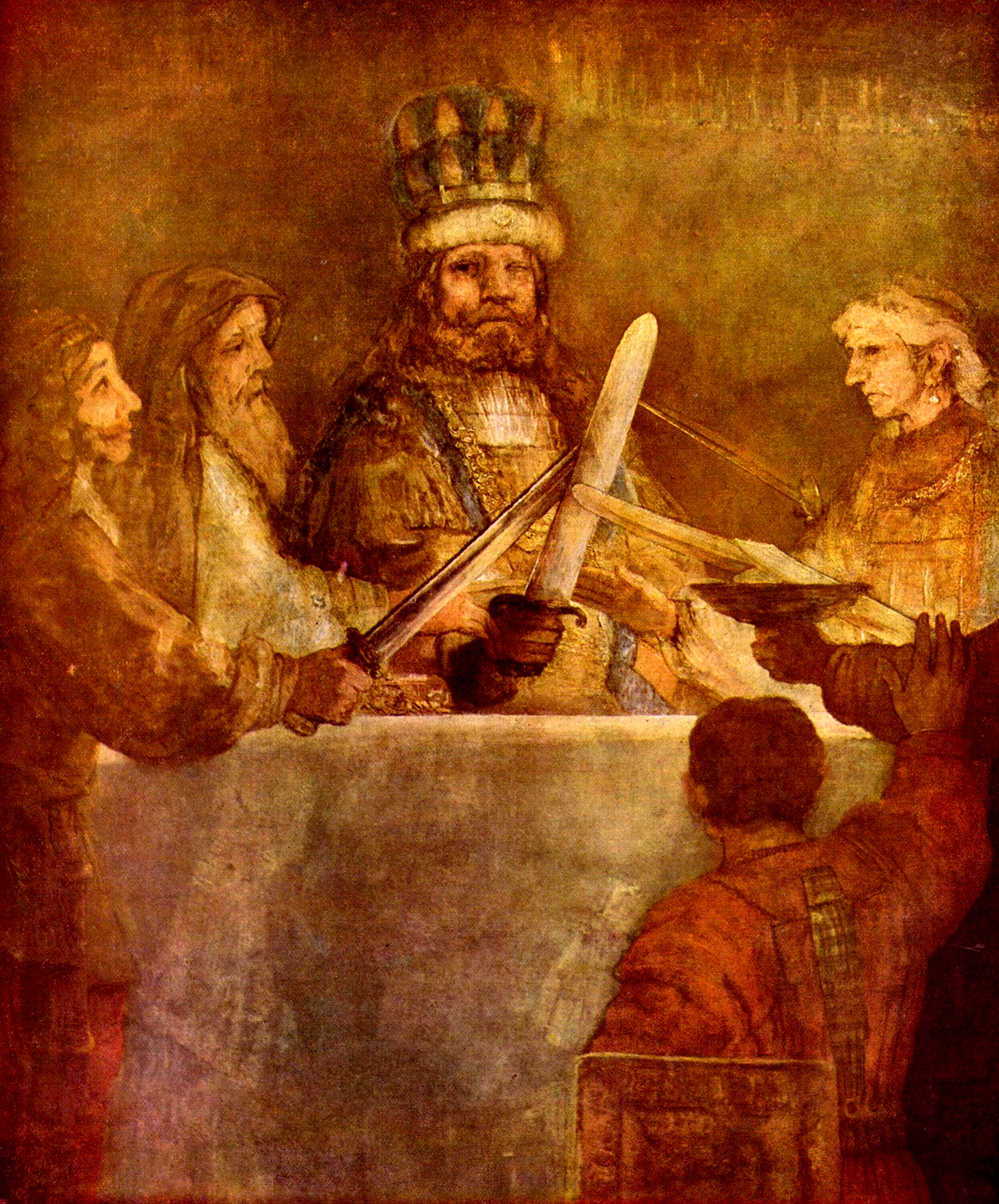
Détail de la Conspiration des Bataves de Rembrandt, 1662.

Bien que la guerre soit terminée, l'anarchie règne encore quelques jours dans la ville. L'ordre est progressivement restauré par Mucien au début de l'année 70, mais Vespasien n'entre dans Rome qu'en septembre. En attendant, Domitien siège au Sénat en tant que représentant des Flaviens. Il reçoit le titre de Caesar, est nommé préteur à pouvoir consulaire et reçoit le titre de Princeps iuventutis.
L'historien Tacite décrit le premier discours de Domitien devant le Sénat comme bref et mesuré, notant son habileté à éluder les questions dérangeantes. Cependant, l'autorité de Domitien, purement théorique, laisse présager ce que sera son rôle pour les dix prochaines années. En fait, en l'absence de Vespasien, c'est Mucien qui détient le pouvoir réel, et celui-ci veille à ce que Domitien, qui n'a que 18 ans, ne transgresse pas les limites de sa fonction. Un contrôle strict est maintenu sur son entourage, écartant les généraux comme Arrius Varus et Antonius Primus, en faveur d'hommes plus sûrs comme Arrecinus Clemens.
Mucien freine également les ambitions militaires de Domitien. La guerre civile a gravement déstabilisé les provinces, provoquant des soulèvements locaux comme la révolte des Bataves en Gaule. Les auxiliaires bataves des légions du Rhin, menés par Caius Julius Civilis, se révoltent avec le soutien des Trévires de Julius Classicus. En réaction, sept légions sont envoyées de Rome, commandées par Quintus Petillius Cerialis, beau-frère de Vespasien.
Bien que la révolte soit rapidement matée, des rapports alarmants parviennent à Mucien qui décide de mettre sur pied une expédition de renfort dont il prend la tête. Domitien y voit des opportunités de gloire militaire et rejoint l'expédition avec l'intention d'obtenir le commandement d'une légion. Selon Tacite, Mucien ne se réjouit pas de la participation de Domitien, mais il semble qu'il ait préféré l'avoir à ses côtés plutôt que de le laisser seul à Rome.
Lorsque la nouvelle de la victoire de Cerialis sur Civilis parvient à Mucien, ce dernier dissuade Domitien de poursuivre les opérations. Domitien demande alors à Cerialis de lui céder le commandement de ses troupes, mais celui-ci ignore sa requête. Au retour de Vespasien à la fin de septembre, Domitien retrouve un rôle politique mineur et préfère se retirer pour s'adonner aux arts et à la littérature.

### Alliances matrimoniales

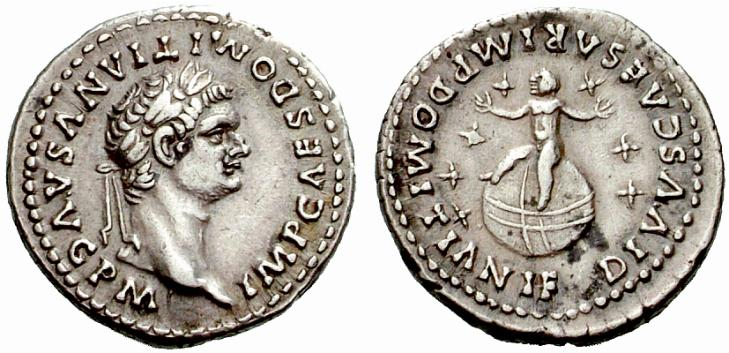
Denarius célébrant la déification du défunt fils de Domitien.

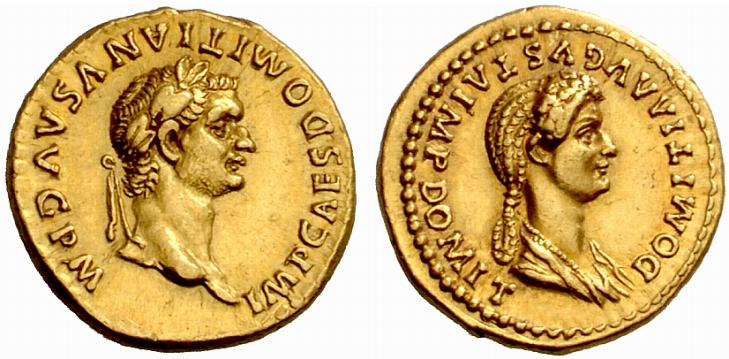
Aureus frappé en 83. Domitia apparait au dos avec son titre honorifique d'Augusta.

Alors que Domitien, déçu, met temporairement un terme à sa carrière politique et militaire, il gère avec plus de succès sa vie privée. En 70, Vespasien tente d'arranger un mariage dynastique entre son fils cadet et la fille de Titus, Julia Flavia. Mais l'attention de Domitien se cristallise sur Domitia Longina, au point qu'il en vient à persuader son époux, Lucius Aelius Lamia, de divorcer pour qu'il puisse l'épouser.
Malgré ses actes imprudents, le mariage se révèle bénéfique pour les deux familles. Domitia Longina est la plus jeune des filles de Cnaeus Domitius Corbulo, général et politicien respecté qui a été contraint au suicide à la suite de l'échec de la conspiration de Pison contre Néron en 65. Ce nouveau mariage rétablit des liens avec l'opposition sénatoriale et se révèle utile à la propagande flavienne qui cherche à faire oublier les succès politiques de Vespasien sous Néron et qui insiste sur les liens avec Claude et Britannicus.
En 80, Domitia donne naissance au seul fils connu de Domitien. Son nom n'est pas connu et il meurt très jeune en 83. Peu après son accession au trône, Domitien décerne le titre honorifique d'Augusta à Domitia et déifie son fils qui apparaît sur le verso des pièces de monnaie. L'union paraît avoir traversé une importante crise en 83 puisque Domitien exile Domitia, avant de la rappeler peu après. Les raisons de l'exil sont inconnues mais peuvent être liées à la rumeur qui prête à Domitien une liaison avec Julia Flavia, à la mort de son fils ; à moins qu'il ne reproche à sa femme son incapacité à lui donner un autre héritier mâle.
Vers 84, Domitia revient au palais impérial où elle demeure jusqu'à la fin du règne de son époux, sans nouvel incident. On sait peu de choses de ses activités en tant qu'impératrice ou de son influence auprès de Domitien mais son rôle semble être resté limité. Suétone nous apprend seulement qu'elle accompagne son mari à l'amphithéâtre.

### Dans l'ombre de Titus
Avant de devenir empereur, le rôle de Domitien dans le gouvernement des Flaviens demeure largement cérémoniel. En juin 71, tandis que Titus est de retour victorieux de la guerre en Judée, le Sénat lui accorde un triomphe. Le jour des festivités, la famille des Flaviens entre à Rome à cheval, précédée d'un défilé portant le butin de guerre. La procession familiale est menée par Vespasien et Titus, tandis que Domitien, sur un cheval blanc richement harnaché, suit avec les proches de la famille. Les meneurs de la résistance juive sont exécutés sur le Forum Romain, puis la procession s'achève sur le Capitole où l'on donne des sacrifices religieux au pied du temple de Jupiter.

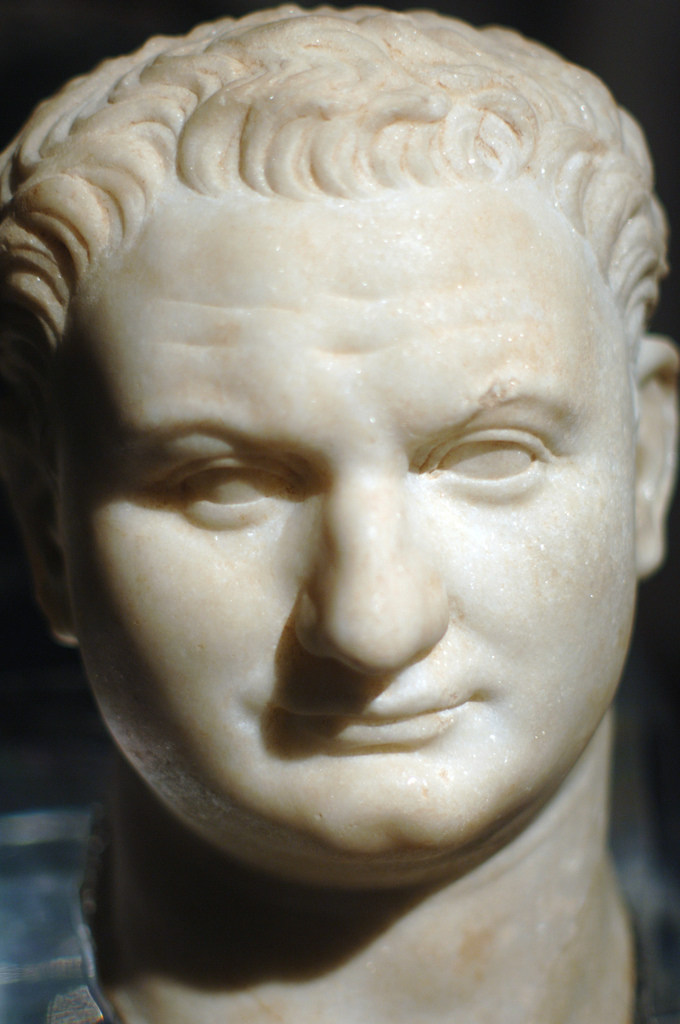
Buste de Titus daté de 79.

Le retour en triomphe de Titus souligne par comparaison l'insignifiance du rôle de Domitien, que ce soit d'un point de vue politique ou militaire. En tant que fils le plus âgé et le plus expérimenté de Vespasien, Titus partage la puissance tribunitienne avec son père, reçoit sept consulats, la censure et la préfecture de la garde prétorienne, ce qui ne laisse aucun doute sur le fait qu'il soit désigné comme héritier au trône. En tant que deuxième fils, Domitien reçoit des titres honorifiques comme Caesar ou Princeps iuventutis, plusieurs titres religieux, comme augur, pontifex, frater arvalis, magister frater arvalium et sacerdos collegiorum omnium, mais aucune fonction avec imperium.
Domitien détient six fois le consulat durant le règne de Vespasien, mais seulement un seul qui soit ordinaire (en 73). Les cinq autres fois (en 71, 75, 76, 77 et 79), il est consul suffect, ce qui est moins prestigieux, remplaçant la plupart du temps son père ou son frère vers la mi-janvier. Toutefois, ces fonctions, bien qu'honorifiques, permettent à Domitien d'acquérir une expérience utile au sein du Sénat.
Dilettante, Domitien prend souvent à la légère les magistratures que lui offre son père. Il laisse ses collègues exercer la fonction ou même vend celles-ci aux plus offrants. Avec humour, Vespasien s'étonne que son cadet n'ait pas encore vendu la charge d'héritier.
Il semble que Domitien ait du mal à trouver sa place dans le cadre des relations intrafamiliales. Plutôt que se concilier la sympathie de son père, il se montre désagréable envers Cénis, la concubine de ce dernier. De son côté, Vespasien ne cache pas l'irritation que lui fait éprouver l'indélicatesse de son fils. Enfin, Domitien accumule peu à peu une véritable jalousie vis-à-vis de Titus, militaire couvert de gloire.
Sous Vespasien et Titus, ceux qui n'appartiennent pas à la famille des Flaviens sont exclus des fonctions importantes. C'est par exemple à cette époque que Mucien lui-même disparaît du paysage politique — il est possible qu'il soit mort entre 75 et 77. Le pouvoir est concentré entre les mains des Flaviens et le Sénat, affaibli, ne fait qu'en maintenir l'apparence.
Titus agissant déjà comme coempereur aux côtés de son père, il n'y a pas de changement radical de politique lorsqu'il entame son principat à la mort de Vespasien, le 23 juin 79. Titus promet à Domitien de l'associer pleinement à l'exercice du pouvoir, mais aucun pouvoir tribunitien ou imperium ne lui est confié durant son court règne — qui s'achève le 13 septembre 81, lorsque Titus meurt de façon inattendue durant un voyage vers les territoires sabins.
Des auteurs antiques ont impliqué Domitien dans la mort de son frère en l'accusant directement de meurtre ou en suggérant qu'il a laissé Titus pour mort,, avançant même qu'il n'aurait pas cessé de comploter ouvertement. Il est difficile de séparer le vrai du faux étant donné que les sources en question sont connues pour être particulièrement biaisées. Il est cependant probable que Domitien et Titus ne se soient pas sentis très proches l'un de l'autre. De fait, à partir de l'âge de sept ans, Domitien a pratiquement cessé de fréquenter son frère.
Quelle que soit la nature de leur relation, Domitien semble apporter peu de soutien à son frère mourant : alors que Titus agonise encore, il se rend au camp prétorien et s'y fait acclamer empereur. Le lendemain, le 14 septembre, le Sénat confirme les pouvoirs de Domitien, lui octroyant la puissance tribunitienne, la fonction de Pontifex Maximus et les titres d'Augustus et de Pater Patriae.

## Règne

### Administration

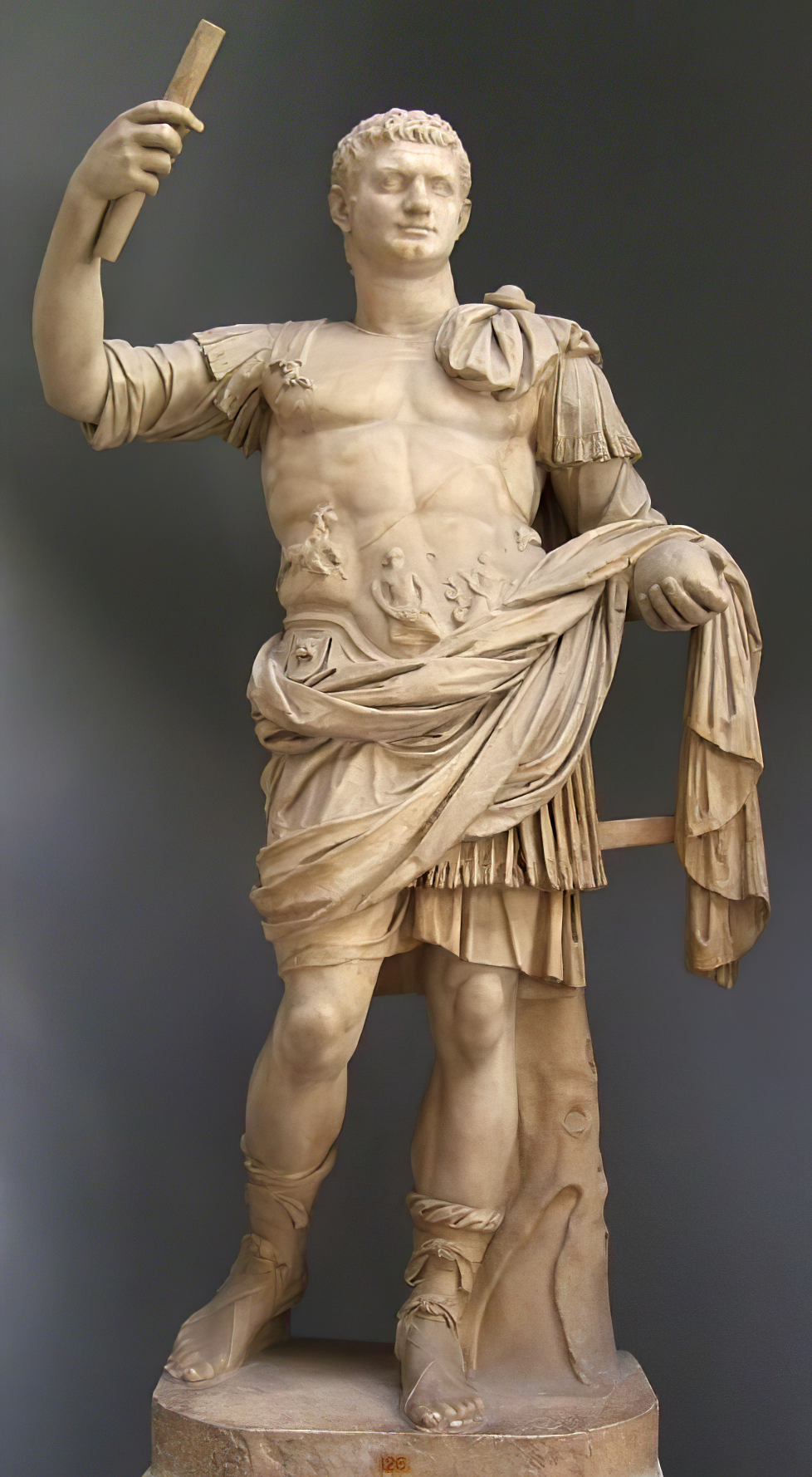
Statue de Domitien en imperator, musée du Vatican.

Devenu empereur, Domitien administre les affaires de l'État sans chercher à maintenir une apparence républicaine, comme l'ont fait son père et son frère durant leurs règnes. En déplaçant, plus ou moins officiellement, le centre du pouvoir vers la cour impériale, Domitien rend ouvertement le Sénat obsolète. De son point de vue, l'Empire romain doit être gouverné par une monarchie d'ordre divin à la tête de laquelle il se voit comme un « despote bienveillant ».
En plus d'exercer un pouvoir politique absolu, Domitien pense que le rôle de l'empereur est d'intervenir dans tous les aspects de la vie quotidienne, tel un guide du peuple, pourvu d'une autorité culturelle et morale. Pour amorcer une nouvelle ère, il se lance dans d'ambitieux programmes économique, militaire et culturel, avec l'intention de restaurer la splendeur de l'Empire de l'époque d'Auguste.
En dépit de ses ambitions grandioses, Domitien semble être déterminé à gouverner l'Empire de façon consciencieuse et sérieuse. Il s'implique dans tous les domaines de l'administration : des édits viennent régler les plus petits détails de la vie quotidienne, et les lois, les taxes et la morale publique sont renforcées. Selon Suétone, la bureaucratie impériale n'a jamais été aussi efficace que sous Domitien : sa nature suspicieuse et les règles précises qu'il édicte maintiennent la corruption à un niveau très bas parmi les gouverneurs de province et les magistrats élus,. Domitien écarte des tribunaux les jurés qui ont accepté de toucher des pots-de-vin et fait annuler les projets de loi quand il soupçonne un conflit d'intérêts. Il s'assure que les écrits diffamatoires, surtout ceux dirigés contre lui, soient punis d'exil ou de mort. Il fait surveiller les acteurs dont les performances sont autant d'occasions de s'attaquer au gouvernement au travers de satires. Il fait d'ailleurs interdire les représentations publiques des mimes. Domitien mène également de sévères répressions contre les astrologues, les sophistes et les philosophes stoïciens. Vers 84, le philosophe Dion de Pruse fait partie des premières victimes de cette politique en étant condamné à l'exil. D'autres stoïciens, comme Helvidus Priscus ou Épictète, subissent le même sort.
Même si, en monarque absolu, Domitien ne semble accorder aucune importance au Sénat, il fait expulser les sénateurs qu'il juge indignes, et ne favorise pas pour autant les membres de sa famille pour occuper les hautes fonctions. Cette conduite contraste avec le népotisme pratiqué par Vespasien et Titus. Dans sa distribution des postes stratégiques, Domitien récompense par-dessus tout la loyauté, qualité qu'il trouve plus souvent parmi l'ordre équestre que parmi l'ordre sénatorial ou parmi les membres de sa famille, qu'il considère comme suspects. Il n'hésite pas à destituer rapidement ceux qui montrent des signes d'opposition à sa politique.
La réalité autocratique du règne de Domitien est encore soulignée par le fait qu'il passe de longues périodes en dehors de Rome, à l'image de Tibère. Aussi, bien que le Sénat n'ait cessé de perdre de l'influence depuis la chute de la République, il apparaît que le véritable siège du pouvoir ne se trouve même plus dans Rome, mais plutôt « là où l'empereur se trouve ». Jusqu'à la fin de la construction du palais de Domitien sur le Palatin, la cour impériale se trouve à Alba ou Circeo, et parfois même plus loin de Rome. Domitien visite l'ensemble des provinces européennes et passe au moins trois années de son règne en Germanie ou en Illyrie, à conduire des campagnes militaires aux frontières.

### Politique économique

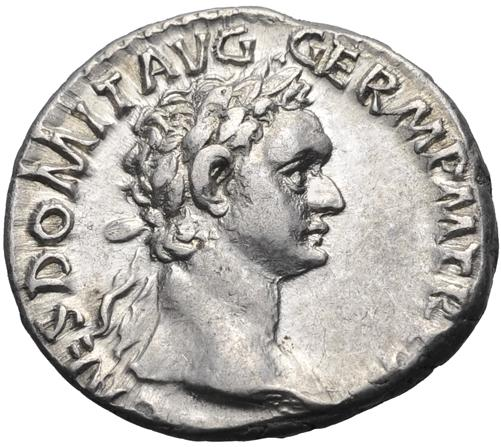
Denier de Domitien.

Le revenu annuel de Domitien est estimé à 1 200 millions de sesterces dont près d'un tiers sont dépensés pour l'entretien de l'armée. Le programme de reconstruction de Rome représente la deuxième plus grande dépense. En effet, au moment où Domitien accède au trône, Rome porte encore les marques de l'incendie de 64, de la guerre civile de 69 et de l'incendie de 79. La question de savoir si Domitien a laissé l'Empire avec des dettes ou avec de bonnes réserves financières a été largement débattue. Il semble que Domitien soit parvenu à maintenir une économie équilibrée pendant une grande partie de son règne.

#### Réévaluation de la monnaie
Peu après son accession au trône, Domitien réévalue la monnaie romaine. Il augmente la pureté de l'argent utilisé pour fabriquer les deniers de 90 % à 98 %, passant de 2,87 grammes d'argent à 3,26 grammes. La crise financière de 85 le contraint à diminuer le taux de pureté d'argent jusqu'à 93,5 %, soit 3,04 grammes.
Après cette dévaluation, les nouvelles valeurs restent quand même plus élevées que celles que Vespasien et Titus ont maintenues durant leurs règnes respectifs. La rigueur de la politique de taxes de Domitien permet de conserver cette norme pour les onze années suivantes. Les pièces frappées durant cette période bénéficient d'un soin particulier, notamment en ce qui concerne la titulature de l'empereur et la qualité des portraits au verso.

#### Dépenses pour le peuple
Pour apaiser le peuple romain, Domitien, durant tout son règne, dépense près de 135 millions de sesterces en donativa ou congiaria. L'empereur remet au goût du jour la pratique des banquets publics, qui, sous Néron, avait été réduite à une simple distribution de nourriture. Il investit des sommes importantes dans les divertissements et les jeux. En 86, il fonde les jeux capitolins, une compétition quadriennale comprenant des épreuves d'athlétisme, des courses de chars et des épreuves de chant et de théâtre. Domitien finance lui-même les voyages des compétiteurs — qui viennent de tout l'Empire — et distribue les récompenses. Il innove dans le domaine des combats de gladiateurs en introduisant des batailles navales, des batailles nocturnes et des combats de gladiateurs femmes ou nains. Enfin, il ajoute deux nouvelles factions d'auriges pour les courses de chars, Or et Violet.

#### Grand projet d'urbanisme
Plus qu'un projet de reconstruction, le programme d'urbanisme de Domitien doit marquer le couronnement d'une grande renaissance culturelle à travers tout l'Empire. Près de cinquante nouveaux édifices monumentaux sont construits, restaurés ou complétés — dépassant ce qui a été fait depuis Auguste. Parmi les monuments les plus importants, on peut citer à Rome d'une part l'Odéon et le stade, sur le Champ de Mars, d'autre part un immense palais sur le Palatin, connu sous le nom de palais flavien ou palais de Domitien, conçu par l'architecte Rabirius.
Les travaux de restauration les plus importants menés sous Domitien toujours à Rome concernent le temple de Jupiter sur le Capitole, qui, à l'occasion, est couvert de tuiles dorées. L'empereur fait achever la construction du temple de Vespasien et de Titus, de l'arc de Titus et du Colisée, auquel il fait ajouter un quatrième étage.

### Politique religieuse

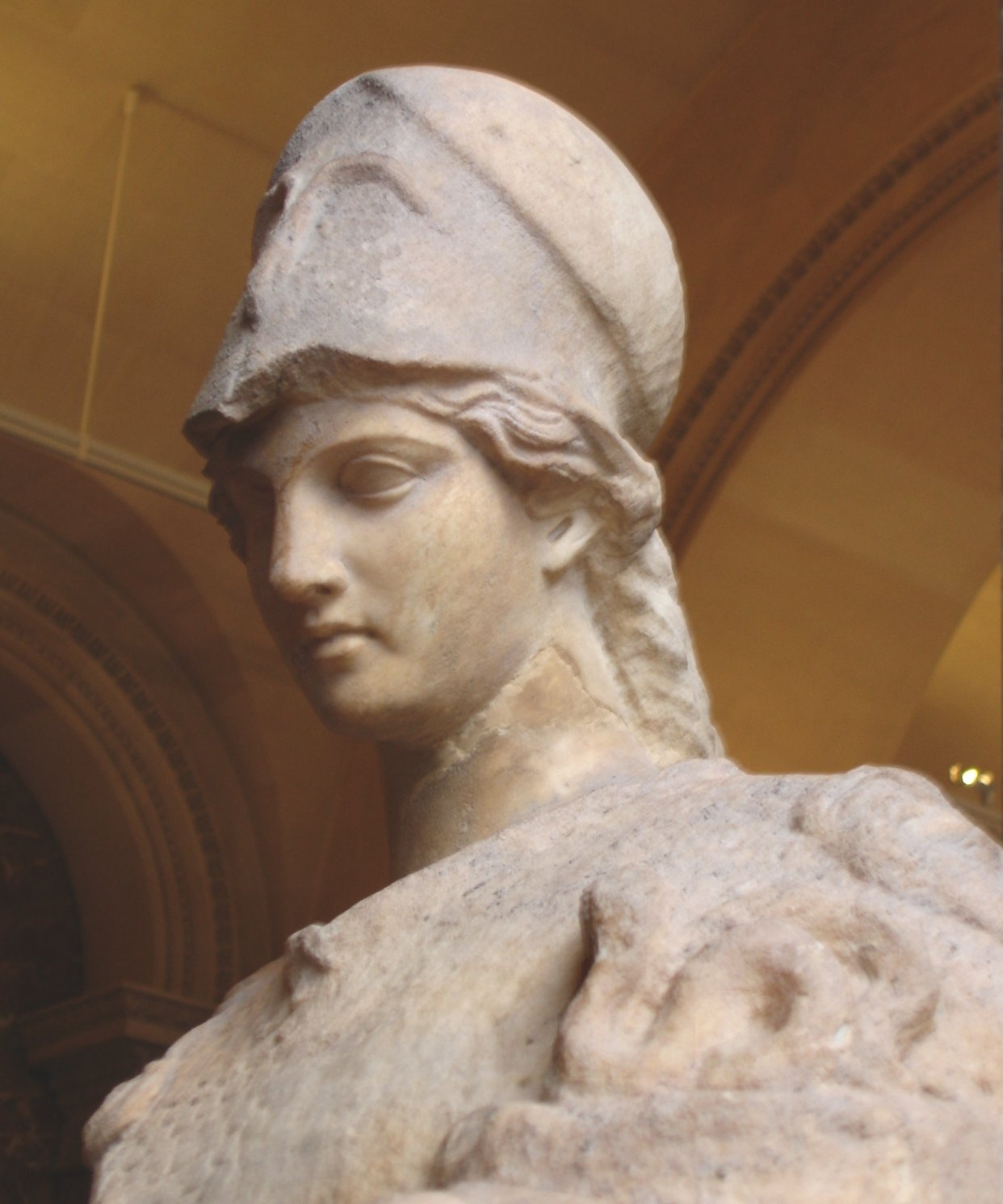
Athéna à la ciste. Athéna-Minerve est la divinité favorite de Domitien.

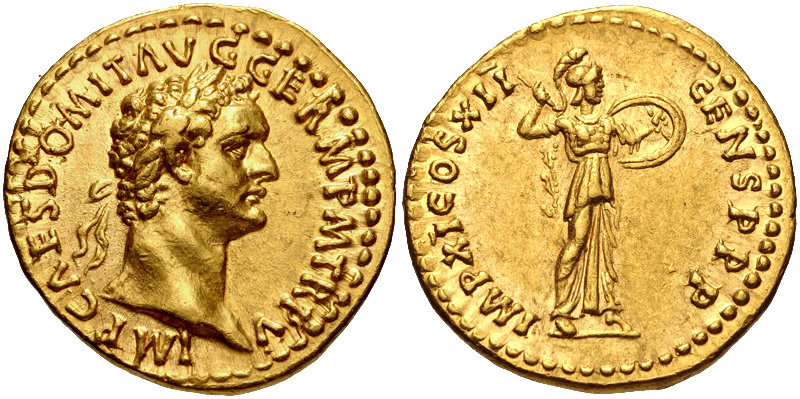
Aureus de 87. Au revers figure la représentation de Minerve en armure brandissant un javelot. À ses pieds se tient une chouette.

Domitien observe une pratique rigoureuse de la religion romaine traditionnelle et veille personnellement à ce que les anciennes coutumes et la morale soient respectées durant son règne. Pour justifier la nature divine de la dynastie des Flaviens, l'empereur insiste sur le lien privilégié qui l'unit à Jupiter, par exemple en faisant restaurer à grands frais le temple qui lui est dédié sur le Capitole. Une petite chapelle consacrée à Jupiter Conservator est élevée près de la maison dans laquelle Domitien s'est réfugié le 20 décembre 69. Plus tard durant son règne, la chapelle primitive est remplacée par un édifice de plus grandes dimensions, dédié cette fois à Jupiter Custos.
Néanmoins, la divinité que semble préférer Domitien est Minerve. Tout d'abord, dans ses propres quartiers, l'empereur fait installer un autel privé consacré à cette déesse. Ensuite, au moins à quatre reprises, le portrait de Minerve figure sur le côté face des pièces de monnaie. En outre, Domitien fonde une nouvelle légion baptisée de son nom : la legio I Minervia. De plus, le forum transitorium qu'il fait construire entre le forum d'Auguste et celui de Vespasien, est fermé sur un côté par un temple dédié à cette déesse — cependant, les travaux n'étant pas achevés à la mort de l'empereur, ce sera Nerva qui inaugurera l'édifice.
Domitien relance la pratique du culte impérial, tombé en désuétude depuis Vespasien. D'ailleurs, son premier acte en tant qu'empereur est la déification de son frère, Titus. Il fait de même pour son fils mort en bas âge et pour sa nièce Julia Flavia. Selon Suétone et Dion Cassius, l'empereur se donne officiellement le titre de Dominus et Deus,, mais leurs écrits sont à prendre avec précaution car Domitien n'utilise pas le titre de Dominus durant son règne, que ce soit dans les documents retrouvés ou sur les pièces de monnaie. Il est davantage probable que ce titre ait été effectivement utilisé, mais en guise de flatterie, dans l'espoir de gagner la faveur impériale.
Pour consolider le culte de la famille impériale, Domitien fait élever un mausolée dynastique sur le site de la résidence officielle de Vespasien, sur le Quirinal, et fait agrandir le temple dédié aux divins Vespasien et Titus, sur le Forum Romain. Pour immortaliser les succès militaires des Flaviens, il fait construire le Templum Divorum et le Templum Fortuna Redux, et fait compléter l'Arc de Titus.
Ces travaux de construction ne représentent que la partie tangible de la politique religieuse de Domitien, laquelle se traduit également par le renforcement des lois relatives aux rituels et à la morale publique. En 85, il se nomme lui-même censor perpetuus, fonction qui consiste à veiller au respect des traditions romaines. Domitien accomplit cette tâche de façon consciencieuse et méticuleuse. Il renouvelle la Lex Iulia de Adulteriis Coercendis qui punit l'adultère d'exil. Parmi la liste des victimes de l'intransigeance de Domitien, on compte un chevalier qui avait divorcé de sa femme et s'était remarié avec elle, ou encore un ancien questeur qu'il expulse du Sénat pour s'être donné en spectacle.
Les religions étrangères sont tolérées tant qu'elles ne troublent pas l'ordre public ou qu'elles tentent de s'assimiler à la religion romaine traditionnelle. Sous les Flaviens, le culte des divinités égyptiennes rencontre un grand succès auprès de la population, en particulier celui de Sarapis et d'Isis, respectivement identifiés à Jupiter et Minerve.
Les écrits d'Eusèbe de Césarée, datés du IVe siècle, assurent que les Juifs et les Chrétiens subissent de sévères persécutions vers la fin du règne de Domitien,, époque à laquelle aurait été composée l'Apocalypse de Jean. Cependant, même si les Juifs sont lourdement taxés sous Domitien, aucune source contemporaine ne mentionne des procès ou des exécutions pour un motif religieux, excepté pour des offenses à la religion romaine.

### Politique extérieure

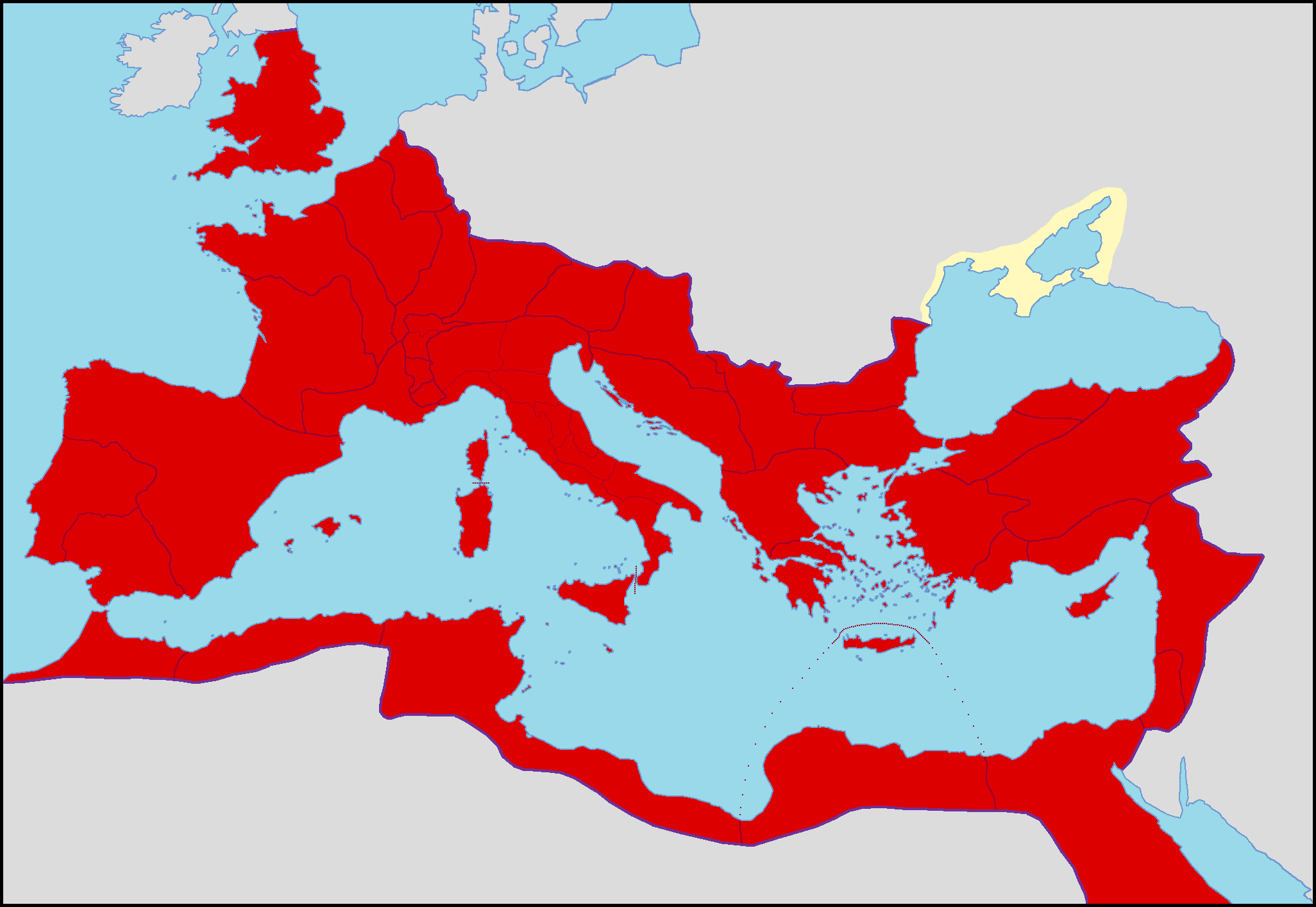
L'Empire romain sous le règne de Domitien.

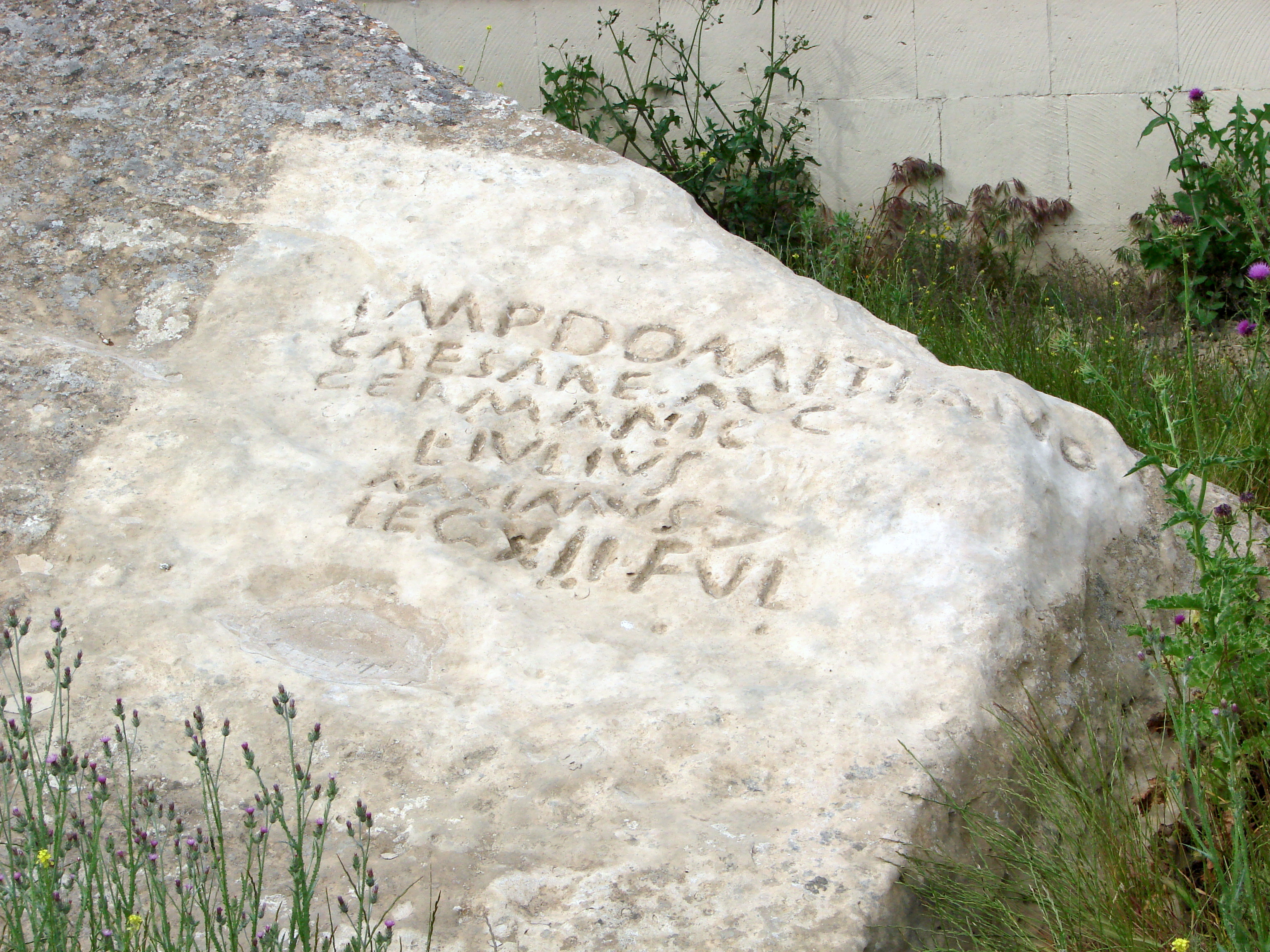
Inscription de Qobustan, Azerbaïdjan.

La plupart des campagnes militaires entreprises par Domitien sont de nature défensive, l'empereur ne s'étant pas lancé dans une véritable politique expansionniste. Sa plus grande contribution dans ce domaine est le développement du Limes Germanicus qui comprend un vaste réseau de routes, de forts et de tours de guet, construits le long du Rhin. En 86, Domitien scinde la province de Mésie en deux afin d'améliorer le système défensif. Malgré ce renforcement de la frontière, les campagnes les plus importantes se déroulent en Gaule contre les Chattes et le long du Danube contre les Suèves, les Sarmates et les Daces.
À ces guerres défensives s'ajoutent quelques conquêtes, comme celle menée par Cnaeus Julius Agricola en Bretagne, qui étend les limites de l'Empire jusqu'en Calédonie. On attribue également à Domitien l'inscription romaine trouvée la plus à l'est, taillée dans la roche près de la montagne Boyukdash, aujourd'hui en Azerbaïdjan, et qui mentionne la legio XII Fulminata. D'après la titulature de Domitien sur l'inscription, où figure le titre de Germanicus, l'expédition est datée entre 84 et 96. En Orient, Domitien semble avoir choisi une politique d'annexion plutôt que de préserver les États-clients, politique prônée par Auguste : en 93, à la mort d'Agrippa II, les royaumes d'Arménie Mineure et d'Iturée sont incorporés à l'Empire.
Domitien gère l'armée romaine avec le même souci du détail qu'il montre dans les autres branches du gouvernement. Il fait nommer des généraux reconnus pour leurs compétences militaires et désigne généralement deux préfets du prétoire dont il accroît les pouvoirs, l'un des deux l'accompagnant dans ses campagnes sur le Danube. Néanmoins, ses compétences de stratège sont critiquées par ses contemporains. En effet, ses détracteurs considèrent que les nombreux triomphes qu'il a célébrés sont davantage des manœuvres de propagande que de réelles victoires.
Quoi qu'il en soit, Domitien semble avoir été très populaire auprès des soldats, passant plus de trois années de son règne à leurs côtés, plus que tous les autres empereurs depuis Auguste, et augmentant leur solde d'un tiers, (celle-ci passe de 225 à 300 deniers annuels pour un légionnaire). Bien que l'état-major de l'armée ait pu désapprouver ses choix stratégiques et tactiques, les soldats lui témoignent une solide loyauté.

#### Campagnes contre les Chattes
Une fois empereur, Domitien cherche à gagner la gloire militaire qui lui a été refusée jusqu'à présent. Dès 82 ou 83, il part pour la Gaule, officiellement pour organiser un cens. Mais, une fois sur place, il ordonne soudainement d'attaquer les Chattes. Dans ce but, il crée une nouvelle légion, la legio I Minervia, qui construit quelque 75 kilomètres de routes en territoire ennemi.
On sait peu de choses du déroulement des opérations militaires, mais Domitien semble avoir remporté suffisamment de victoires pour se permettre de retourner à Rome à la fin de l'année 83 et d'y célébrer un grand triomphe, à l'issue duquel il se décerne le titre de Germanicus. Ce glorieux retour de Domitien est très critiqué à l'époque, les auteurs antiques jugeant cette campagne injustifiée et considérant le triomphe qui a suivi comme monté de toutes pièces,. Ces allégations semblent se vérifier lors de la révolte de Saturninus en 89, dans laquelle les Chattes jouent un rôle important.

#### Campagnes d'Agricola en Bretagne

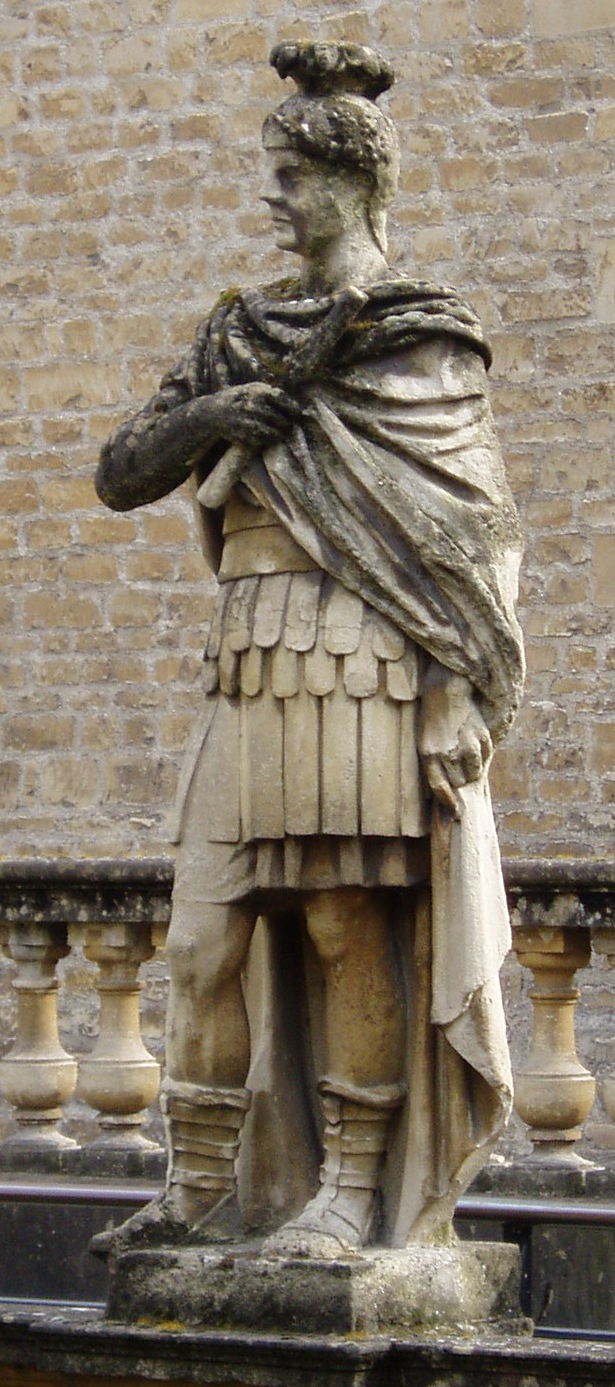
Statue d'Agricola.

L'un des textes qui nous est parvenu et qui détaille le plus une campagne militaire sous les Flaviens est la biographie que Tacite a faite de son beau-père Agricola, dans laquelle il évoque longuement l'expédition dans le nord de la Bretagne entre 77 et 84.
Agricola arrive vers 77 en Bretagne comme gouverneur et lance immédiatement une expédition en Calédonie. En 82, il traverse une rivière qui n'a pas été identifiée avec certitude, défait des peuples inconnus des Romains jusqu'alors et fait fortifier la côte qui fait face à l'Irlande. D'après Tacite, Agricola se serait exclamé que l'Hibernie (Irlande) pouvait être conquise avec une seule légion et quelques auxiliaires. Il donne asile à un roitelet irlandais en exil, espérant utiliser sa cause comme prétexte d'invasion de l'île, mais la conquête de l'Irlande n'aura jamais lieu.
L'année suivante, se détournant de l'Irlande, Agricola fait construire une flotte et dépasse l'embouchure de la Forth, pénétrant en Calédonie. L'avancée de l'armée est assurée par la construction d'un camp légionnaire à Inchtuthil. À l'été 84, Agricola affronte les Calédoniens de Calgacus à la bataille du mont Graupius. Bien que les Calédoniens subissent des pertes sévères, les deux-tiers de leur armée parviennent à s'échapper et se réfugient dans l'intérieur des terres, empêchant les Romains de prendre le contrôle de toute l'île de Bretagne.
En 85, Domitien rappelle Agricola à Rome après qu'il a passé plus de six années à gouverner la province de Bretagne, c'est-à-dire beaucoup plus longtemps que les légats consulaires de l'époque flavienne. Selon Tacite, Domitien n'a rappelé Agricola que parce qu'il craint que son prestige n'efface le mérite de ses modestes victoires en Germanie. La relation entre l'empereur et Agricola est ambiguë : d'un côté, Domitien lui accorde les honneurs du triomphe et l'érection d'une statue, mais d'un autre côté Agricola n'arrive pas à obtenir aucun autre poste civil ou militaire d'importance en dépit de son expérience et de son renom. Il lui a bien été offert de gouverner la province d'Afrique mais il refuse, soit pour des raisons de santé, soit, comme l'avance Tacite, à cause de l'intervention de Domitien.
Peu après le retour d'Agricola à Rome, l'Empire romain déclare la guerre au royaume de Dacie. Domitien a besoin de renforcer ses troupes et, en 87 ou 88, il ordonne le retrait d'une grande partie des troupes de Bretagne. Le camp d'Inchtuthil est démantelé et les forts et tours en Calédonie sont abandonnés. La frontière de l'Empire se déplace de quelque 120 kilomètres vers le sud. L'état-major de l'armée romaine a reproché à Domitien cette décision mais pour lui, les conquêtes sur les Calédoniens ne représentent qu'une perte d'argent.

#### Guerres daciques
La menace la plus importante à laquelle l'Empire a à faire face durant le règne de Domitien apparaît au nord du cours moyen du Danube. Les Suèves, les Sarmates et les Daces harcèlent en continu les colonies romaines installées le long du fleuve. De tous les peuples barbares, les Sarmates et les Daces constituent la menace la plus sérieuse. Vers 84 ou 85, les Daces, menés par Décébale, traversent le Danube et pénètrent dans la province de Mésie, saccageant tout sur leur passage et tuant le gouverneur Oppius Sabinus.
Domitien réagit rapidement et lance une contre-offensive qu'il commande en personne, accompagné par le préfet du prétoire Cornelius Fuscus. Ce dernier parvient à repousser les Daces au-delà du Danube vers le milieu de 85 et Domitien retourne à Rome célébrer son second triomphe.

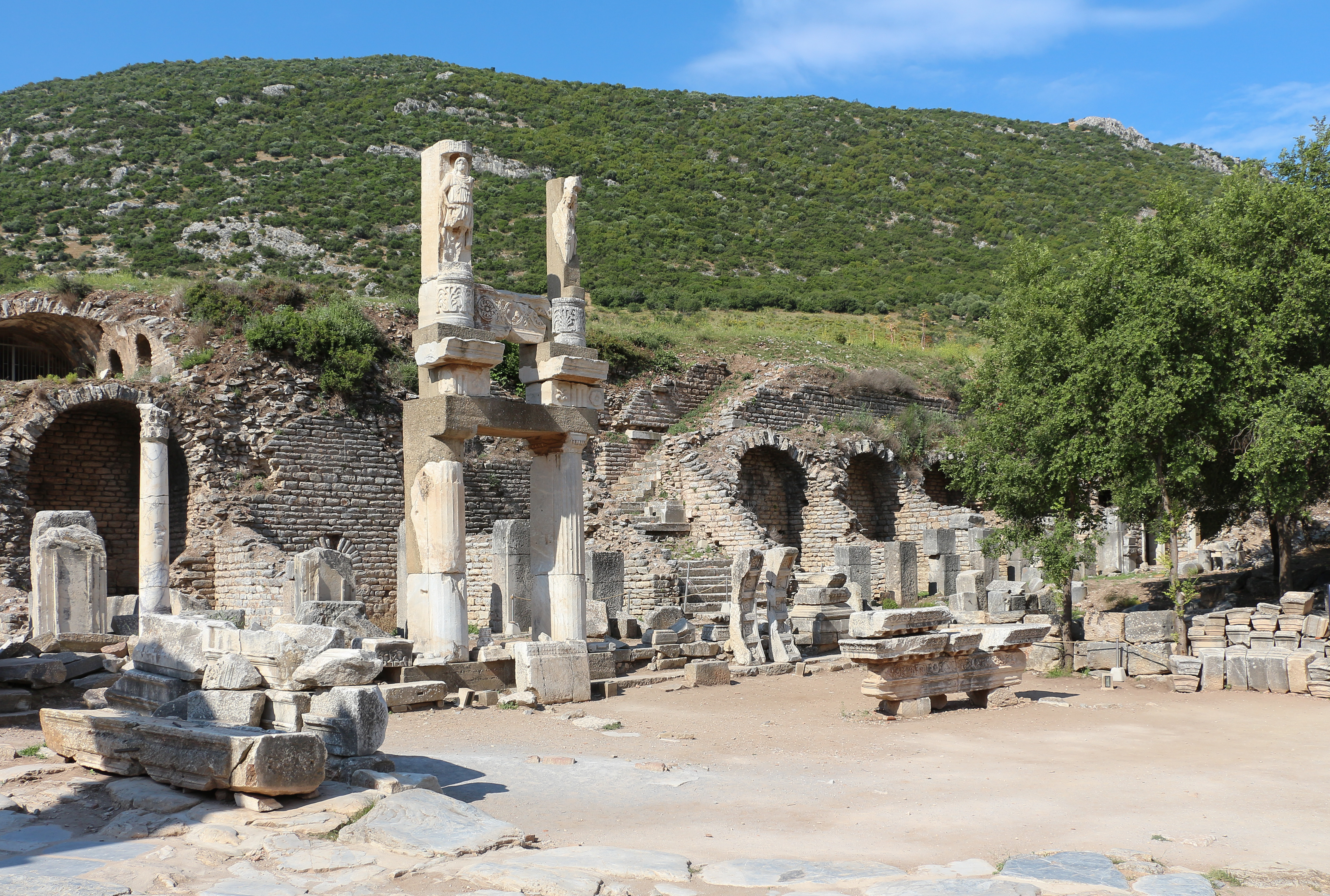
Temple de Domitien à Éphèse en Turquie.

Mais la victoire est de courte durée. Dès 86, Fuscus se lance dans une expédition punitive en Dacie qui finit en fiasco lors de la bataille de Tapae où les troupes romaines sont massacrées. Cornelius Fuscus lui-même est tué et l'aigle de la garde prétorienne est perdu, perte vécue à Rome comme un terrible affront qui ne peut rester impuni.
Domitien retourne en Mésie en août 86. Il réorganise la province en la divisant en deux, d'une part la Mésie inférieure et d'autre part la Mésie supérieure. Il transfère trois légions supplémentaires le long du limes danubien. En 87, les Romains envahissent la Dacie une fois de plus, sous le commandement de Tettius Julianus. Décébale est finalement vaincu vers la fin de 88, à l"endroit même où Fuscus a été tué. Mais l'attaque finale sur la capitale dace, Sarmizegetusa, qui aurait permis de mettre définitivement fin à la guerre, n'a pas lieu, à cause d'une révolte qui éclate à la frontière avec la Germanie en 89.
Afin d'éviter d'avoir à mener une guerre sur deux fronts, Domitien traite avec Décébale qui parvient à obtenir des conditions de paix très favorables. Si les Romains se réservent un accès libre au royaume, en retour Décébale obtient de Rome le versement d'un tribut annuel équivalent à 8 millions de sesterces. Les auteurs contemporains critiquent sévèrement ce traité qui est considéré comme humiliant pour les Romains et qui laisse impunies les morts de Sabinus et de Fuscus.
Les Daces restent calmes pendant tout le reste du règne de Domitien, mettant à profit les avantages tirés du traité de 89 pour renforcer leurs défenses. Domitien, qui devait voir dans ce traité un simple gain de temps, prévoit très certainement de lancer une nouvelle guerre contre les Daces une fois la situation en Germanie de nouveau sous contrôle. En effet, il renforce la garnison de Mésie supérieure avec deux unités de cavalerie venant de Syrie et avec au moins cinq cohortes de Pannonie. Mais Domitien n'a pas l'occasion de réaliser ce projet et il faut attendre le règne de Trajan pour que les Romains repassent à l'offensive contre les Daces.

### Opposition au régime

#### Révolte de Saturninus
Le 1er janvier 89, le gouverneur de Germanie supérieure, Lucius Antonius Saturninus, et les deux légions basées à Mogontiacum (Mayence) (la legio XIV Gemina et la legio XXI Rapax) se soulèvent contre l'empereur, en ayant obtenu un accord avec plusieurs tribus germaniques environnantes, dont les Chattes. La cause précise de la révolte n'est pas connue mais cette dernière paraît avoir été planifiée depuis longtemps. Les officiers des légions impliquées, de rang sénatorial, ont peut-être manifesté ainsi leur opposition à la politique militaire de Domitien comme sa décision de fortifier le limes Germanicus au lieu de se lancer dans une guerre offensive ou encore la retraite de la Bretagne. Quoi qu'il en soit, la révolte ne s'étend pas à d'autres provinces et est rapidement détectée. Le gouverneur de Germanie inférieure, Lappius Maximus, intervient, soutenu par le procurateur de Rhétie, Titus Flavius Norbanus. Domitien part de Rome à la tête de la Garde prétorienne et fait venir Trajan d'Hispanie en renfort à la tête de la legio VII Gemina.
Un dégel du Rhin empêche les Chattes de traverser le fleuve et de venir soutenir Saturninus. Après 24 jours de révolte, les rebelles sont écrasés et leurs chefs sévèrement punis. Les légions mutinées sont envoyées sur le front d'Illyrie tandis que celles qui ont aidé à vaincre le soulèvement sont récompensées. Lappius Maximus obtient le gouvernorat de Syrie puis le consulat en mai 95 et enfin une fonction religieuse jusqu'en 102. Titus Flavius Norbanus est peut-être nommé préfet d'Égypte et devient préfet du prétoire vers 94 avec Titus Petronius Secundus pour collègue.
La répression du soulèvement et les sanctions prises à l'encontre des légions mutinées ont des répercussions jusqu'à Rome, entrainant une rupture durable avec l'aristocratie sénatoriale. L'année qui suit la révolte, Domitien partage le consulat avec Marcus Cocceius Nerva ce qui laisse penser que ce dernier a joué un rôle important dans la découverte de la conspiration. Le choix de Nerva pour collègue au consulat peut être compris comme une volonté de Domitien de montrer que la situation dans l'Empire est de nouveau stable.

#### Relations avec le Sénat
Depuis la chute de la République, l'autorité du Sénat romain ne cesse de diminuer tout au long du principat, système quasi-monarchique institué par Auguste, et qui autorise l'existence d'un régime dictatorial, tout en maintenant des apparences républicaines. Avec plus ou moins de subtilité, la plupart des empereurs entretiennent cette façade républicaine, et en retour, le Sénat accepte implicitement le statut de monarque du prince.
Mais Domitien ne fait preuve d'aucune subtilité à ce sujet. Dès le début de son règne, il met en place un régime au caractère autocratique. Il se méfie des aristocrates et ne craint pas de le montrer en retirant tout pouvoir décisionnel au Sénat. À la place, il se repose sur un cercle restreint d'amis proches et de chevaliers qu'il place aux postes importants.
Mais la méfiance est réciproque. Après l'assassinat de Domitien, les sénateurs romains se précipitent au Sénat où ils le condamnent immédiatement à l'oubli (damnatio memoriae). Durant les règnes des empereurs suivants, les auteurs publieront des écrits où Domitien est systématiquement décrit comme un tyran.
Néanmoins, Domitien semble avoir fait quelques concessions envers les sénateurs. Alors que son père et son frère ont concentré les pouvoirs consulaires entre les mains de leur famille, Domitien accepte qu'un nombre surprenant de provinciaux et d'adversaires potentiels accèdent au consulat ordinaire. Il s'agit là, peut-être, de manœuvres subtiles destinées à se réconcilier avec les factions hostiles du Sénat. Ou plutôt, Domitien, en offrant le consulat à des ennemis potentiels, cherche à compromettre ceux-ci aux yeux de leurs propres partisans. Quoi qu'il en soit, dès que leur conduite lui paraît insatisfaisante, ils sont pour la plupart condamnés à l'exil ou exécutés, et leurs propriétés sont confisquées.
Tacite et Suétone parlent de persécutions qui vont croissantes jusqu'à la fin du règne de Domitien avec un point culminant en 93 ou peut-être avant, juste après la révolte de Saturninus,. Au moins vingt sénateurs qui s'opposent au régime sont exécutés, dont l'ancien époux de Domitia Longina, Lucius Aelius Lamia, et trois membres de la famille de l'empereur, Titus Flavius Sabinus, Titus Flavius Clemens (l'épouse de ce dernier, Flavia Domitilla, est exilée) et Marcus Arrecinus Clemens,. Quelques-uns d'entre eux sont exécutés dès 83 ou 85. Selon Suétone, certains sénateurs sont convaincus de corruption ou de trahison, d'autres, d'accusations plus triviales, justifiées par la suspicion de Domitien.

« Il disait souvent : « Quelle misérable condition que celle des princes ! On ne les croit sur les complots de leurs ennemis que quand ils en ont péri victimes ». »

— Suétone (traduction de T. Baudement, 1845), De vita Caesarum, Vie de Domitien, XX.
On peut comparer ces exécutions avec celles du règne de Claude et noter que, bien que ce dernier ait fait exécuter environ 35 sénateurs et 300 chevaliers, il a pourtant été déifié par le Sénat, et a toujours été considéré comme un des bons empereurs de l'histoire de Rome. Pour sa part, Domitien reste incapable d'obtenir le soutien de l'aristocratie, en dépit de ses tentatives de rapprochement, notamment au travers du choix des candidats au consulat ordinaire. Son gouvernement autocratique accentue la perte de pouvoir du Sénat, et sa façon de traiter les patriciens — et même les membres de sa famille — de la même manière que tous les Romains, lui a valu leur mépris.

## Mort et succession

### L'assassinat
Domitien est assassiné le 18 septembre 96, à l'issue d'une conspiration de palais organisée par des membres de la cour. Suétone fournit un récit très détaillé du complot et de l'assassinat, dont le principal responsable est selon lui le ministre Parthenius, qui, avant tout, souhaite venger l'exécution du secrétaire particulier de Domitien, Epaphroditus,. Les personnes chargées d'assassiner Domitien sont, d'une part un des affranchis de Parthenius, appelé Maximus, d'autre part un servant de Flavia Domitilla, nièce de l'empereur, appelé Stephanus.
Le degré d'implication de la Garde prétorienne dans le complot n'est pas connu avec exactitude. À cette époque, la garde est commandée par Titus Flavius Norbanus et Titus Petronius Secundus. Ce dernier devait être au courant du complot. Dion Cassius, qui écrit près d'un siècle après les évènements, inclut Domitia Longina parmi les conspirateurs, mais au vu de sa fidélité affichée envers Domitien, même après la mort de son époux, son implication semble très improbable.
Dion Cassius suggère que l'assassinat a été improvisé, tandis que pour Suétone, il s'agit d'une conspiration très bien organisée. Se fiant aux prédictions de son astrologue qui lui avait annoncé qu'il mourrait vers midi, Domitien reste plus confiant le reste de la journée. Mais en ce dernier jour de sa vie, l'empereur semble inquiet, demandant plusieurs fois l'heure à l'un de ses serviteurs, précisément impliqué dans le complot. Ce dernier lui ment alors, affirmant qu'il est bien plus tard que midi. Rassuré, Domitien se rend dans son cabinet pour signer quelques décrets, lorsqu'il est attaqué.

« Voici à peu près ce que l'on sait de cette conjuration et de la manière dont périt Domitien. Les conjurés ne sachant ni où ni comment ils l'attaqueraient, si ce serait à table ou au bain, Stephanus, intendant de Domitilla et alors accusé de malversation, leur offrit ses conseils et son bras. Pour détourner les soupçons, il feint d'avoir une blessure au bras gauche, et le porte, pendant plusieurs jours, entouré de laine et de bandages. Le moment venu, il y cache un poignard, et fait demander une audience à l'empereur, pour lui dénoncer une conspiration. Il est introduit ; et tandis que Domitien lit, tout effrayé, l'écrit qu'il vient de lui remettre, Stephanus lui perce le bas-ventre. L'empereur, blessé, cherche à se défendre, lorsque Clodianus, légionnaire émérite, Maxime, affranchi de Parthenius, Saturius, décurion des valets de chambre, et quelques gladiateurs, fondent sur lui, et le frappent de sept coups de poignard. Le jeune esclave chargé du soin de l'autel des dieux Lares, dans la chambre impériale, se trouve là au moment du meurtre, et raconte que Domitien, en recevant la première blessure, lui a ordonné d'aller prendre un poignard caché sous son chevet et d'appeler ses gardes ; mais qu'il n'a trouvé, à la tête du lit, que le manche du poignard, et partout que des portes fermées ; que, pendant ce temps, Domitien, qui a saisi et terrassé Stéphanus, soutient contre lui une lutte acharnée, s'efforçant, quoiqu'il ait les doigts coupés, tantôt de lui arracher son arme, tantôt de lui crever les yeux. Il est tué le quatorze des calendes d'octobre, dans la quarante-cinquième année de son âge et la quinzième de son règne. »

— Suétone (traduction de T. Baudement, 1845), Vie des Douze Césars, Domitien, XVII.
Le corps de l'empereur est emporté dans un cercueil commun et est incinéré sans cérémonie — sa crémation n'est toutefois pas certaine. Ses cendres sont plus tard mélangées à celles de sa nièce Julia et enfermées dans le temple des Flaviens. Selon Suétone, de nombreux présages ont annoncé la mort de Domitien. Quelques jours avant l'assassinat, Minerve lui serait apparue en songe, lui annonçant qu'elle a été désarmée par Jupiter et ne peut plus assurer sa protection,.

### Succession et conséquence

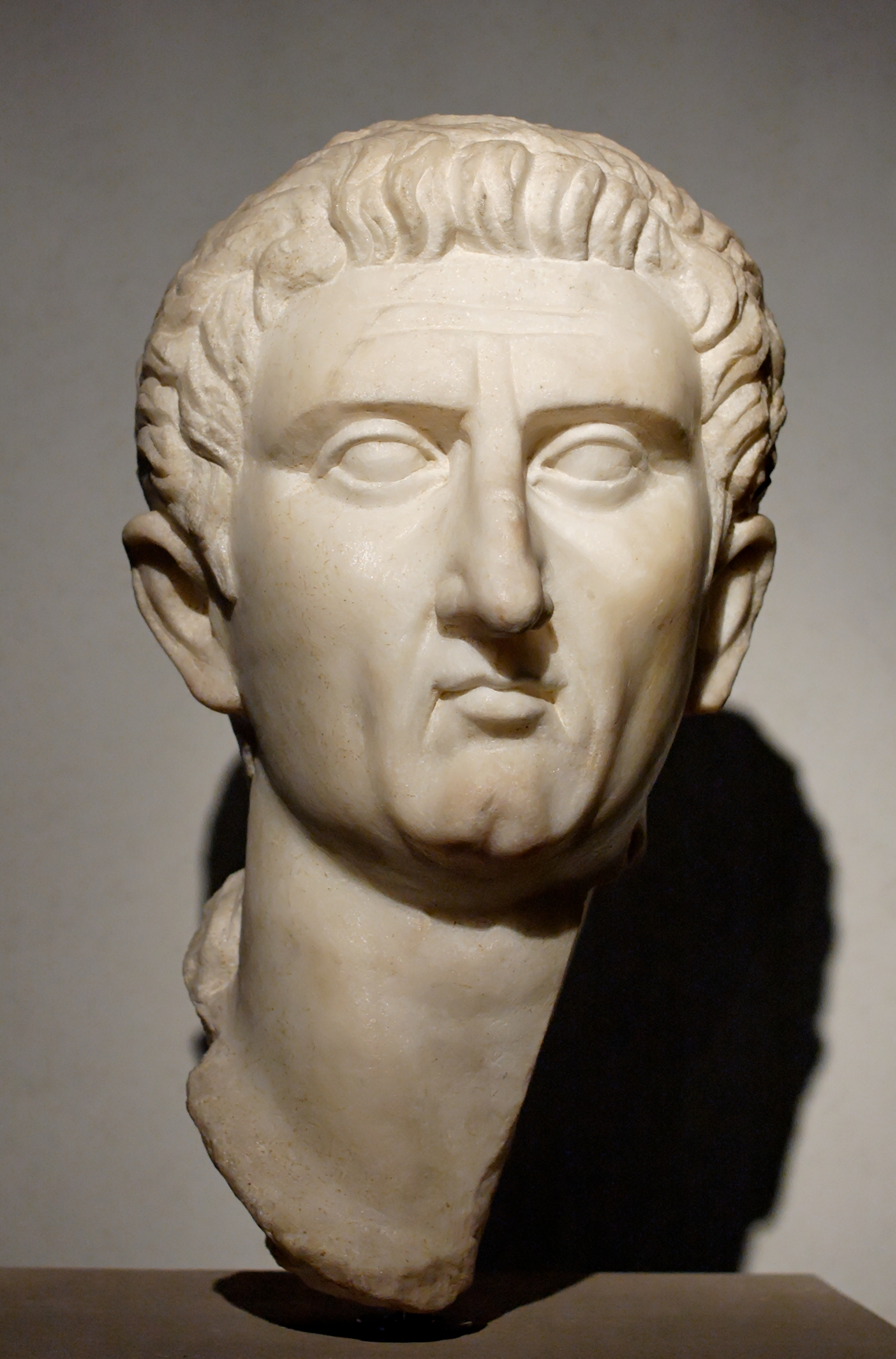
Buste de Nerva, Palazzo Massimo alle Terme.

Les Fasti Ostienses nous apprennent que le jour même de l'assassinat de Domitien, le Sénat proclame Marcus Cocceius Nerva empereur. Même si l'expérience politique de Nerva est reconnue, le choix reste surprenant. Nerva est âgé, il n'a pas d'enfant et a passé la plus grande partie de sa carrière à œuvrer dans l'ombre. De nombreux auteurs antiques en ont déduit qu'il devait être impliqué dans la conspiration,.
Selon Dion Cassius, les conspirateurs auraient contacté Nerva pour lui proposer de succéder à Domitien, ce qui suggère que Nerva est au moins au courant du complot,. Son nom n'apparaît pas dans la description des évènements de Suétone, mais ce dernier a pu l'omettre sciemment pour éviter de froisser Trajan puis Hadrien, successeurs directs de Nerva, en suggérant que la dynastie des Antonins trouve son origine dans un meurtre.
D'un autre côté, Nerva manque de soutien dans l'Empire et est connu comme un fervent partisan des Flaviens, ce qui aurait dû l'écarter de fait de la conspiration. Son implication demeure mystérieuse mais les historiens modernes pensent que Nerva a uniquement été choisi par le Sénat dans les heures qui ont suivi l'assassinat. La décision a pu être précipitée afin d'éviter les troubles d'une guerre civile comme ce fut le cas à la mort de Néron.
Néanmoins, le Sénat se réjouit de la mort de Domitien et condamne sa mémoire à l'oubli (damnatio memoriae). Les pièces de monnaie où son portrait ou son nom apparaissent sont fondues, ses arcs de triomphe sont abattus et son nom est effacé de tous les documents publics officiels. Domitien est le seul empereur, avec plus tard Publius Septimius Geta, à avoir été condamné officiellement de la sorte, bien que d'autres empereurs aient pu subir un sort comparable. Malgré tout, les ordres du Sénat sont seulement partiellement exécutés à Rome et en Italie et globalement ignorés dans le reste de l'Empire.
Selon Suétone, le peuple romain accueille la nouvelle de la mort de l'empereur avec indifférence mais l'armée est beaucoup plus émue, demandant que Domitien soit déifié. Des émeutes éclatent dans plusieurs provinces. La Garde prétorienne demande que les assassins soient châtiés, ce que Nerva refuse. À la place, il démet Titus Petronius Secundus de ses fonctions de préfet du prétoire et nomme Casperius Aelianus, ancien préfet de Domitien, pour lui succéder, espérant calmer la situation. Mais le retour au calme espéré ne vient pas et la colère des prétoriens conduit à une crise majeure en octobre 97 quand, menés par Aelianus, ils prennent l'empereur en otage dans son palais. Nerva est contraint d'accéder à leur demande et fait arrêter les responsables de la mort de Domitien. Nerva prononce même un discours dans lequel il remercie la garde prétorienne pour son action salutaire. Titus Petronius Secundus et Parthenius sont arrêtés et exécutés. Nerva sort de cette crise très fragilisé. Il réagit en adoptant officiellement Trajan, qui lui succède en janvier 98.

## Noms et titres

### Noms successifs
- 51, il naît TITVS•FLAVIVS•DOMITIANVS.
- 69, son père Vespasien devient empereur : CAESAR•DOMITIANVS.
- 81, il accède à l'Empire : IMPERATOR•CAESAR•DOMITIANVS•AVGVSTVS.
- 83, il prend le titre de Germanicus : IMPERATOR•CAESAR•DOMITIANVS•AVGVSTVS•GERMANICVS.

### Titres et magistratures
- Consul suffect cinq fois : 71, 75, 76, 77, 79.
- Consul ordinaire douze fois : 73, 80, 82, 83, 84, 85, 86, 87, 88, 90, 92 et 95.
- Pater patriae en 82.
- Pontifex maximus en 82.
- Censeur perpétuel à partir de 85[29].
- Acclamé Imperator en 79, 81, 82, 83, 84, 85, 86, 88, 89 et 92.
- Détient la puissance tribunitienne à partir de 81 puis renouvelée annuellement le 14 septembre, jour de son accession.

### Titulature à sa mort
Quand il est assassiné en 96 sa titulature complète est :
IMPERATOR•CAESAR•DOMITIANVS•AVGVSTVS•GERMANICVS, PONTIFEX•MAXIMVS, TRIBVNICIAE•POTESTATIS•XV, IMPERATOR•XXII, CONSVL•XVII, PATER•PATRIAE.

## Postérité

### Historiens antiques
L'image de Domitien que donnent la majorité des historiens latins est négative, ce qui est peu surprenant si l'on considère que la plupart de ces auteurs antiques ont des relations étroites avec la classe sénatoriale — quand ils n'y appartiennent pas eux-mêmes — avec laquelle Domitien a toujours eu des échanges tendus. Il faut également noter que les historiens contemporains comme Pline le Jeune, Tacite et Suétone, ou le poète Juvénal, ont tous publié leurs écrits concernant Domitien après la fin de son règne et sa condamnation à l'oubli. Cherchant à noircir, par des anecdotes souvent invérifiables, le dernier Flavien qui termine de manière négative le cycle des bons et mauvais empereurs s'alternant au Ier siècle, ces auteurs contribuent à donner une image positive de la dynastie suivante sous le règne de laquelle ils écrivent.
Leurs points de vue sont néanmoins contredits par les travaux des poètes Martial, Stace et Silius Italicus. Contemporains de Domitien, à une époque où la critique peut mettre en danger, ces derniers produisent des œuvres péchant par excès inverse, largement laudatives et hagiographiques : leurs poèmes vont jusqu'à comparer les réalisations de l'empereur à celles des dieux. Également proche des Flaviens, l'historien juif Flavius Josèphe est contraint par la même conjoncture, mais son œuvre est parfois sous-exploitée sur le sujet.

#### Suétone

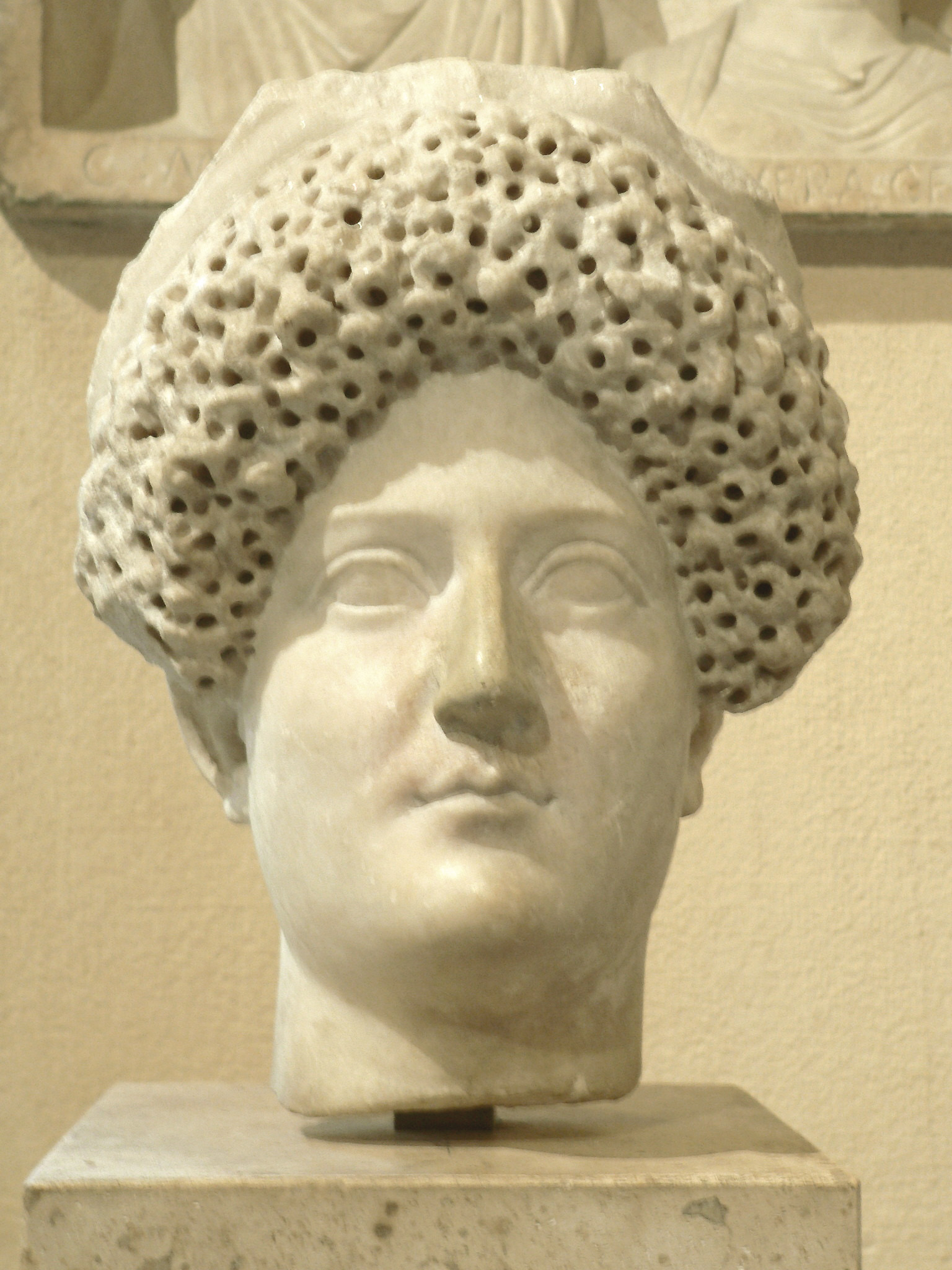
Buste de Domitia, musée du Louvre.

Parmi les auteurs dont les œuvres nous sont parvenues, celui qui s'étend le plus sur la vie de Domitien est Suétone. Né durant le règne de Vespasien, il publie ses écrits sous le règne d'Hadrien. Sa compilation de biographies impériales De Vita Caesarum constitue une des sources les plus importantes en ce qui concerne Domitien. Bien que sa description de l'empereur soit globalement négative, il ne le condamne pas catégoriquement, mais explique que son attitude s'est progressivement dégradée tout au long de son règne. Néanmoins, la biographie de Suétone pose des problèmes de cohérence : il se contredit plusieurs fois en présentant Domitien à la fois, comme un homme consciencieux et modéré, et comme un libertin décadent. Toujours selon Suétone, Domitien aurait feint être un amateur d'art et de littérature, et ne se serait jamais familiarisé avec les auteurs classiques. Pourtant, dans un autre passage de cette même biographie, Suétone nous apprend que Domitien est féru d'épigrammes, ce qui suggère en fait qu'il est fin connaisseur des auteurs classiques. De plus, durant son règne, il s'est présenté en patron des poètes et des architectes, a fondé les Jeux Capitolins et a restauré à ses frais une des bibliothèques de Rome, après sa destruction lors d'un incendie.
On trouve également dans les De Vita Caesarum de nombreuses anecdotes qui amènent à porter un regard sévère sur l'empereur et sa gestion de sa vie privée. Selon Suétone, Domitia Longina est exilée en 83 parce qu'elle aurait eu une liaison avec un acteur célèbre nommé Paris. Lorsque Domitien s'en serait aperçu, il aurait fait exécuter Paris et aurait divorcé de sa femme, qu'il aurait ensuite condamnée à l'exil. Pendant ce temps, Domitien aurait pris Julia comme maîtresse. Les historiens modernes jugent ces évènements comme hautement improbables ou du moins, hautement exagérés. Ces rumeurs auraient en fait permis de souligner l'hypocrisie d'un souverain qui prêche un retour aux valeurs traditionnelles, mais qui dans le même temps, mène une vie dissolue. Cependant, malgré ces contradictions et incohérences, la biographie de Suétone est restée une source privilégiée pendant des siècles.

#### Tacite
Bien que Tacite soit considéré comme un des auteurs les plus fiables de cette époque, son point de vue à propos de Domitien semble avoir été altéré par le fait que son beau-père, Cnaeus Julius Agricola, a pu être un ennemi personnel de l'empereur. Dans sa biographie De Vita Agricolae, Tacite maintient que le général a été contraint de se retirer de Bretagne parce que Domitien craignait que ses succès soulignent sa propre incompétence dans le domaine de la guerre. Plusieurs auteurs modernes avancent cependant le contraire : Agricola serait en fait un ami proche de Domitien, et Tacite, en dénigrant la politique de ce dernier, chercherait à éloigner sa famille de l'ombre des Flaviens, déchus au moment où Nerva accède à l'Empire,.
Toutes les œuvres majeures de Tacite — parmi lesquelles figurent les Histoires et De Vita Agricolae — ont été publiées sous les règnes de Nerva et Trajan, tous deux successeurs de Domitien. Malheureusement, la partie des Histoires traitant de la dynastie flavienne est perdue. Les seules sources disponibles où Tacite exprime son point de vue sur Domitien sont, d'une part de brefs commentaires dans les cinq premiers livres des Histoires qui nous sont parvenus, d'autre part la rapide — mais très négative — description de son caractère dans Agricola. Tacite admet tout de même avoir une dette envers les Flaviens, qui ont favorisé sa carrière.

#### Pline le Jeune et Juvénal
Parmi les auteurs influents du IIe siècle, il faut compter Pline le Jeune et Juvénal. Le premier, un ami proche de Tacite, insiste sur l'amorce d'une nouvelle ère à la mort de Domitien : il exalte le règne de Nerva et encore plus celui de Trajan, et accuse irrémédiablement Domitien de tyrannie. Juvénal également s'attaque sévèrement à Domitien dans ses Satires, décrivant l'empereur et son entourage comme des personnages corrompus, violents et injustes. Tous ses écrits contribuent grandement à établir dès la fin du IIe siècle une tradition présentant Domitien comme un tyran. Cette tradition est ensuite reprise et renforcée au cours du IIIe siècle par les premiers historiens chrétiens qui rangent Domitien parmi les premiers grands persécuteurs des disciples de Jésus.

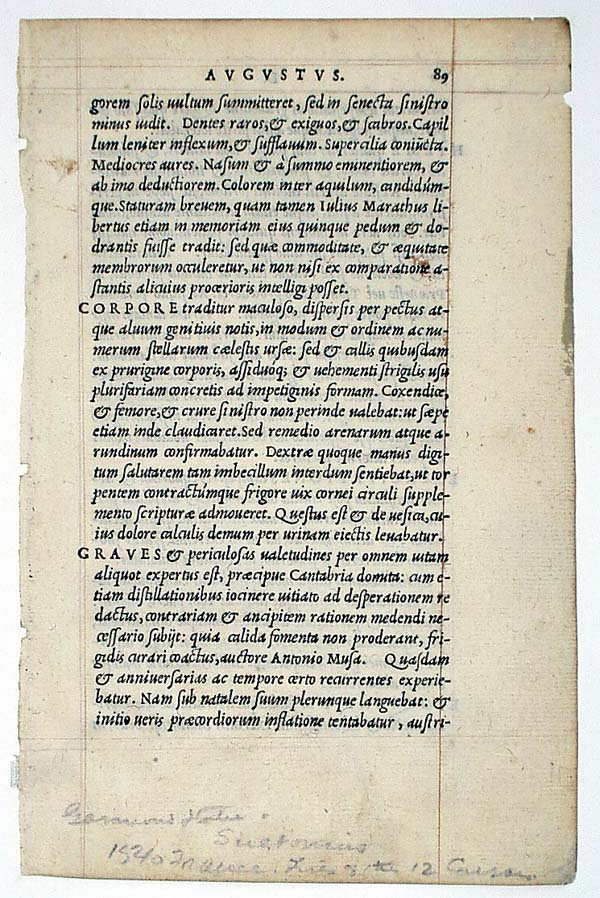
Passage des De Vita Caesarum de Suétone, imprimé en 1540.
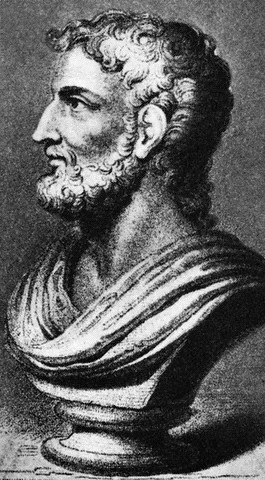
Dessin d'un buste présumé de Tacite.
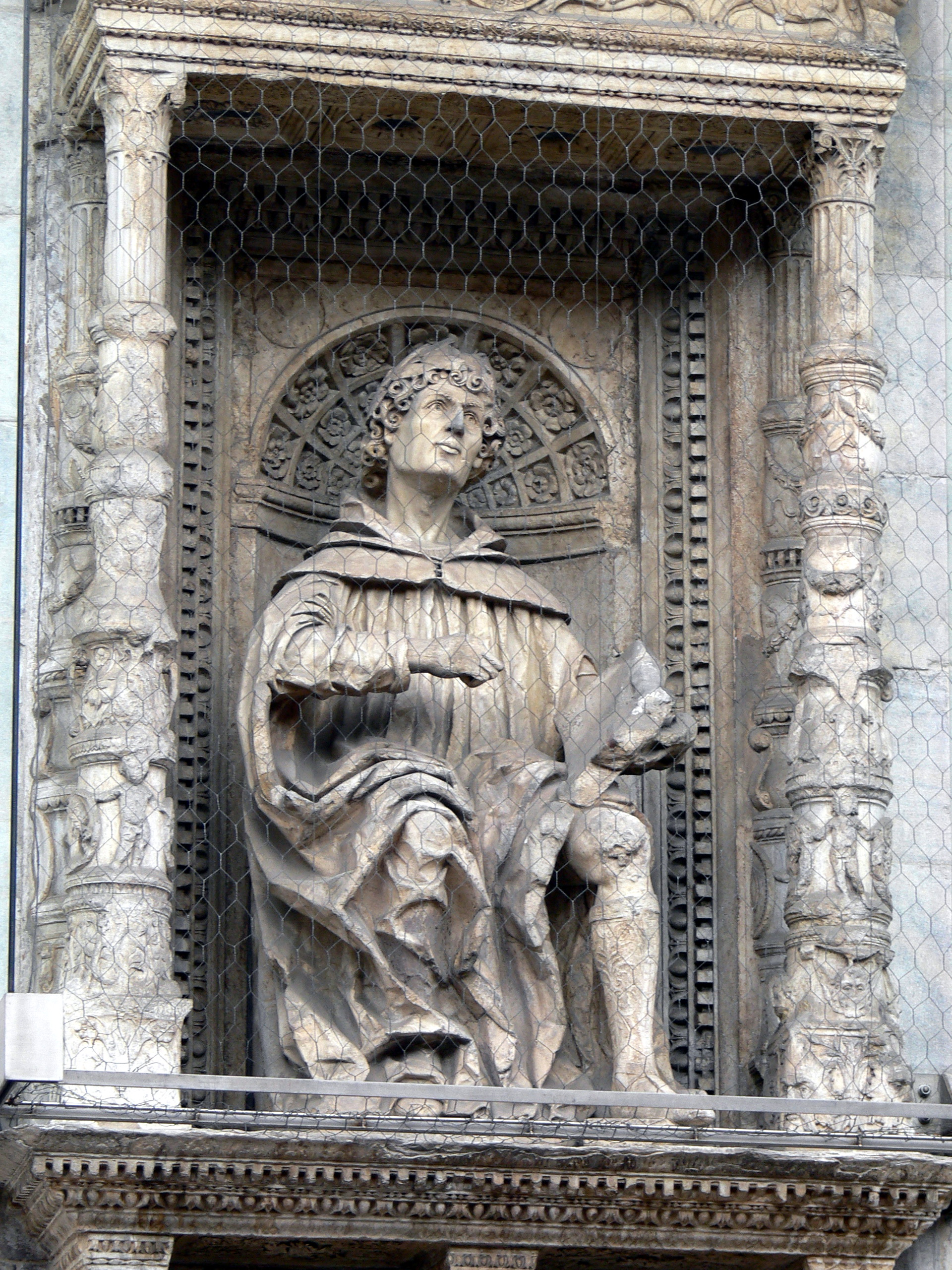
Statue de Pline le Jeune ornant la façade de l'église Santa Maria Maggiore in Como.

### Réhabilitation moderne
Les points de vue hostiles à Domitien se propagent jusqu'au début du XXe siècle, époque à laquelle des découvertes archéologiques et numismatiques amènent les historiens à réviser leur jugement et à analyser sous un nouveau jour les écrits de Tacite et Pline le Jeune. Cette révision commence par une nouvelle approche de la politique économique de Domitien qui n'apparaît plus, et de loin, aussi catastrophique que ce que la tradition laisse entendre.
Durant le XXe siècle, les connaissances sur la politique militaire, administrative et économique de Domitien sont largement réévaluées. Cependant, il faut attendre les années 1990 pour que ces études soient publiées. Domitien est alors considéré comme un empereur autocrate, mais efficace. La majeure partie de son règne s'est déroulée sans réelle opposition, même si sa politique a été ressentie par une petite — mais bruyante — minorité, comme despotique et tyrannique.
La politique extérieure de Domitien apparaît réaliste, évitant les conflits expansionnistes et négociant la paix, à une époque où la tradition dicte de mener des campagnes de conquêtes. Son programme économique, rigoureux et efficace, permet de réévaluer la monnaie romaine à un niveau qu'elle n'a jamais atteint. Les persécutions religieuses à l'encontre des Juifs et des chrétiens ne sont pas clairement établies. Néanmoins, il est indéniable que le règne de Domitien montre des signes de totalitarisme. Comme empereur, il se considère lui-même comme un nouvel Auguste, un despote éclairé dont le destin est de mener le peuple romain dans une nouvelle ère, une renaissance flavienne.
La propagande religieuse, militaire et culturelle favorise l'émergence d'un culte de la personnalité. Domitien fait déifier trois des membres de sa famille et ordonne la construction de grands monuments à la gloire des Flaviens. Afin de renforcer l'image d'un empereur guerrier, il organise de grands triomphes qui ne sont peut-être pas mérités. En se décernant le titre de « censeur perpétuel », Domitien cherche clairement à prendre le contrôle de la morale, publique et privée.
Il s'implique personnellement dans toutes les branches du gouvernement et réussit à limiter la corruption dans l'Empire. Mais ses pouvoirs de censeur entrainent un retrait de la liberté d'expression et favorisent une attitude de plus en plus oppressive à l'encontre du Sénat. Il condamne plusieurs fois des sénateurs à mort ou à l'exil et sa nature suspicieuse l'amène de plus en plus fréquemment à accorder sa confiance à des délateurs qui propagent de fausses accusations de trahison.
Bien que littéralement vilipendée par les historiens antiques, la politique de Domitien permet d'établir de solides fondations pour ses successeurs. Nerva et Trajan se montrent moins despotiques, mais leurs politiques ne sont pas sensiblement différentes de celle de Domitien. De 81 à 96, l'Empire romain connaît donc une époque prospère, durant un règne que Theodor Mommsen qualifie de « despotisme sombre, mais intelligent ».

### Dans la culture populaire

#### Littérature
- The Roman Actor de Philip Massinger (1626). Pièce de théâtre dont Domitien est le personnage principal.
- Josephus and the Emperor de Lion Feuchtwanger, 1942 (traduit de l'allemand). Dans ce roman, la cruauté et l'hypocrisie de Domitien suggèrent la tyrannie d'Adolf Hitler.
- The Ravishers de Jeanne Duval, 1980. Romance historique dont l'héroïne est une princesse gauloise qui est réduite à l'esclavage et ramenée à Rome à l'époque de l'Année des Quatre empereurs.
- La série de romans policiers Marcus Didius Falco, de Lindsey Davis (le premier est paru en 1989). L'intrigue se déroule durant le règne de Vespasien.
- The Light Bearer, de Donna Gillepie (1994). Roman historique.
- Domitia and Domitian de David Corson, 2000. Roman historique basé sur les travaux biographiques de B.W. Jones et P. Southern.
- Mistress of Rome de Kate Quinn, 2010. Roman historique dans lequel les compétences de Domitien en tant qu'empereur sont ternies par sa personnalité cruelle et suspicieuse à l'égard de son entourage.
- Roman Hell de Mark Mellon, 2010. Roman historique qui décrit la montée en puissance et la chute de Domitien, et qui suggère que Domitien a joué un rôle déterminant dans la mort de son frère.
- Roman Games : A Plinius Secundus Mystery de Bruce MacBain, 2010.
- Master and God de Lindsey Davis, 2012.
- La nuit des orateurs de Hédi Kaddour, 2021.

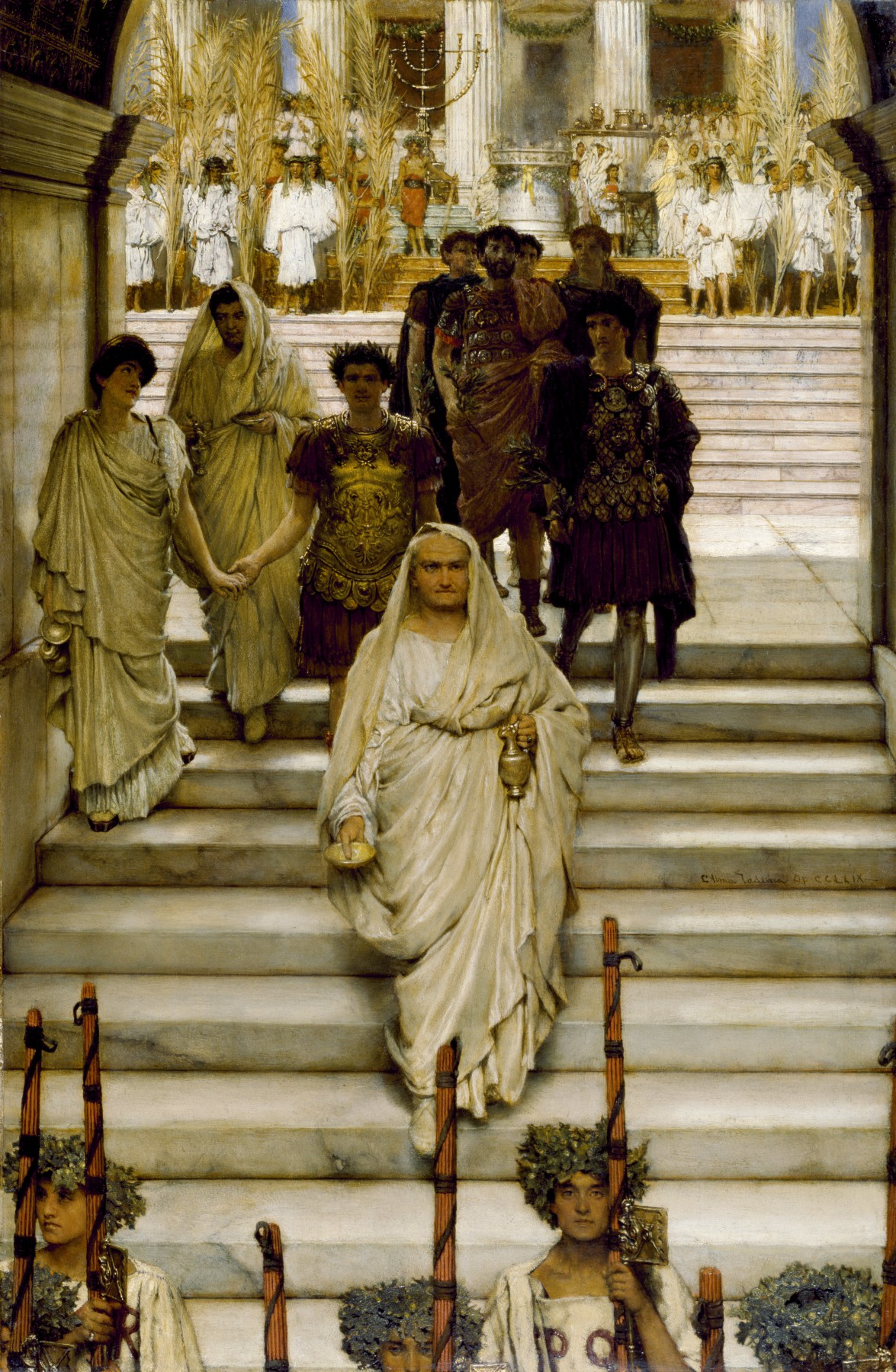
The Triumph of Titus de Lawrence Alma-Tadema, 1885. Baltimore (MA), Walters Art Museum.

#### Peinture
- The Triumph of Titus de Lawrence Alma-Tadema, 1885. Ce tableau représente la procession triomphale de Titus et de sa famille. Vespasien, vêtu de la robe du Pontifex Maximus, marche en tête, suivi de Domitien et de son épouse Domitia Longina. Derrière avance Titus, revêtant la regalia religieuse. Un échange de regard entre ce dernier et Domitia Longina suggère une relation intime qui a fait spéculer les historiens[33].

#### Cinéma et télévision
- La Rivolta dei Pretoriani, 1964. Film italien de Alfonso Brescia dans lequel un complot fictionnel tente de renverser Domitien, joué par Piero Lulli, qui est devenu un despote cruel et meurtrier. Les conspirateurs sont rejoints par la garde prétorienne.
- Dacii, 1967. Film roumain de Sergiu Nicolaescu à propos des campagnes daciques de Domitien joué par György Kovács.
- Age of Treason, 1993. Téléfilm britannique adapté des romans policiers de Lindey Davis. L'histoire se déroule sous le règne de Vespasien. Domitien, joué par Jamie Glover, est un personnage secondaire.
- San Giovanni - L'Apocalisse[134], 2003. Téléfilm britannique de Raffaele Mertes, avec Charlotte Rampling, concernant les persécutions supposées des Chrétiens sous Domitien qui est joué par Bruce Payne. [voir en ligne sur dailymotion.com (page consultée le 9 juin 2025)]
- Those About To Die, 2024. Série télévisée américano-germano-italienne diffusée sur Prime Video. L'histoire se déroule sous le règne de l'empereur Vespasien, et raconte le monde des gladiateurs dans la Rome Antique. Domitien est joué par l'acteur britannique Jojo Macari.